# Liste der Biografien/Dob
Liste der Biografien |
Portal Biografien |
Personensuche
# |
A |
B |
C |
D |
E |
F |
G |
H |
I |
J |
K |
L |
M |
N |
O |
P |
Q |
R |
S |
T |
U |
V |
W |
X |
Y |
Z |
?
 
Da |
Db |
Dc |
Dd |
De |
Dg |
Dh |
Di |
Dj |
Dk |
Dl |
Dm |
Dn |
Do |
Dq |
Dr |
Ds |
Du |
Dv |
Dw |
Dy |
Dz
 
Doa |
Dob |
Doc |
Dod |
Doe |
Dof |
Dog |
Doh |
Doi |
Doj |
Dok |
Dol |
Dom |
Don |
Doo |
Dop |
Doq |
Dor |
Dos |
Dot |
Dou |
Dov |
Dow |
Dox |
Doy |
Doz
Die Liste der Biografien führt alle Personen auf, die in der deutschsprachigen Wikipedia einen Artikel haben. Dieses ist eine Teilliste mit 507 Einträgen von Personen, deren Namen mit den Buchstaben „Dob“ beginnt.

## Dob

### Doba
- Doba, Aleksander (1946–2021), polnischer KajakfahrerAleksander Doba (1946–2021)

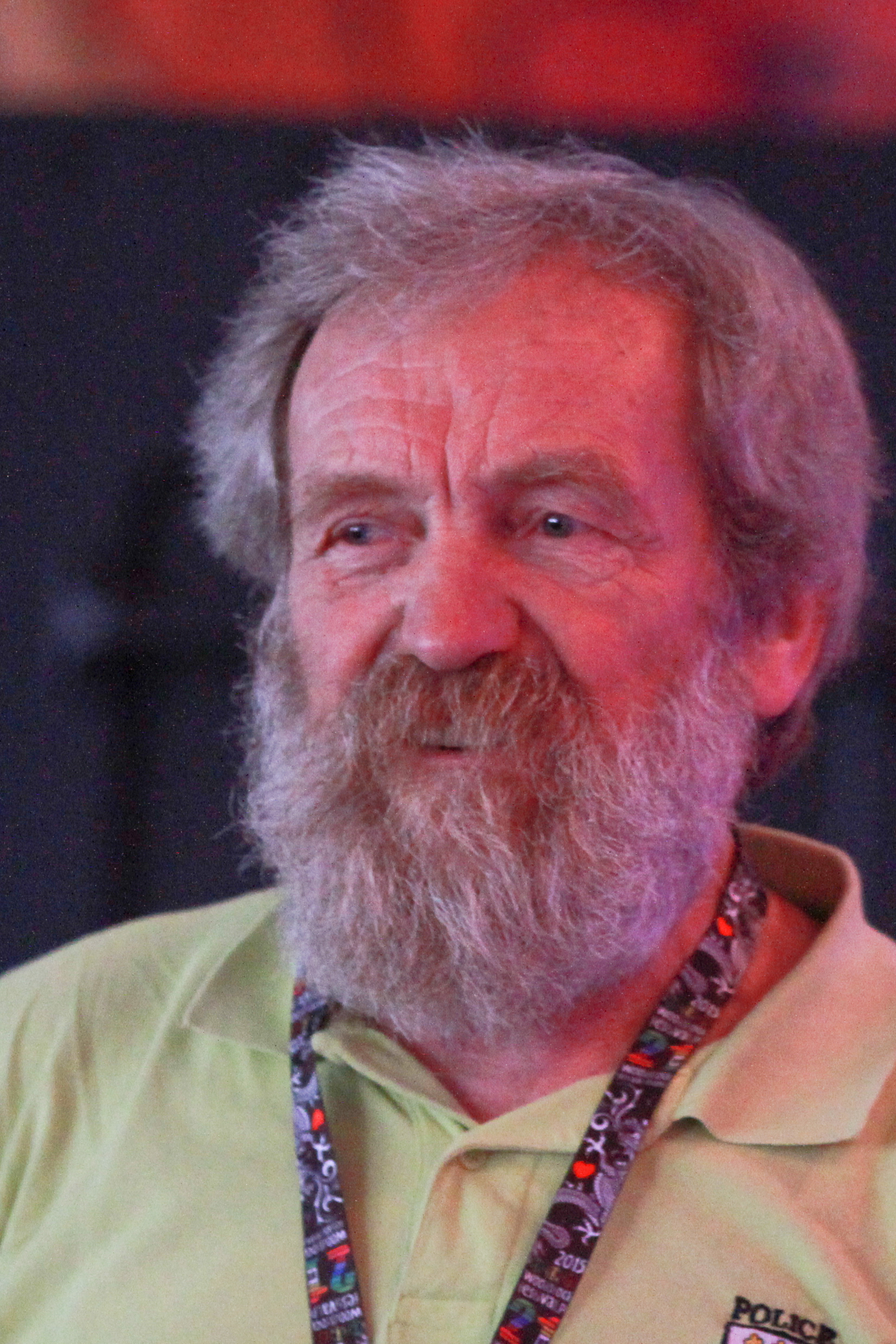
Aleksander Doba (1946–2021)

- Dobardžijev, Dejan (* 1976), serbischer Handballspieler
- Dobaschin, Boris Alexejewitsch (* 1966), russischer Fußballspieler
- Dobashi, Hiroyuki (* 1977), japanischer Fußballspieler
- Dobashi, Jun (1910–1975), japanischer Maler und Grafiker
- Dobashi, Motoko (* 1976), japanische Künstlerin
- Dobat, Arthur (* 1939), deutscher Fußballspieler
- Dobat, Klaus-Dieter (* 1951), deutscher Historiker und Redakteur
- Dobat, Oskar (1914–1973), deutscher Politiker (NSDAP), MdR
- Dobay, Gyula (1937–2007), ungarischer Schwimmer
- Dobay, Kinga (* 1975), deutsch-ungarische Opernsängerin (Mezzosopran)
- Dobay, Lívia (1912–2002), ungarische Opernsängerin (Sopran)
- Dobay, Ștefan (1909–1994), rumänischer Fußballspieler und -trainer

### Dobb
- Dobb, Gillian (1929–2001), US-amerikanische Schauspielerin
- Dobb, Maurice (1900–1976), britischer Wirtschaftswissenschaftler
- Dobbe, Hermann von (1550–1627), Domherr in Münster
- Dobbe, Johann († 1530), Domherr in Münster
- Dobbe, Johannes († 1506), Domherr in Münster
- Dobbe, Rotger († 1531), Domherr und Domscholaster in Münster
- Dobbe, Willy (* 1944), niederländische Fernsehmoderatorin
- Dobbek, Wilhelm (1888–1971), deutscher Pädagoge und Forscher
- Döbbel, Holger (* 1960), deutscher Fußballspieler
- Dobbelaar, Leonardus (1942–2008), römisch-katholischer Ordensgeistlicher und Apostolischer Vikar
- Dobbeler, Stephanie von (* 1957), deutsche katholische Theologin
- Döbbelin, Auguste (1803–1842), deutsche Theaterschauspielerin
- Döbbelin, Caroline Maximiliane (1758–1828), deutsche Theaterschauspielerin
- Döbbelin, Conrad Carl Casimir (1763–1821), deutscher Theaterschauspieler und Prinzipal
- Döbbelin, Conrad Carl Theodor Ernst (1799–1856), deutscher Theaterschauspieler, -regisseur und -leiter
- Döbbelin, Karl Theophil (1727–1793), deutscher Theaterdirektor und Schauspieler
- Döbbelin, Rolf (* 1955), deutscher Fußballspieler
- Döbbelin, Rudolf von, Propst des Stifts St, Nikolai Stendal und Protonotar der Mark Brandenburg
- Dobbelmann, Walther (1874–1956), deutscher Politiker
- Dobbels, Didier (* 1954), französischer Basketballspieler und -trainer
- Dobber, Andrzej (* 1961), polnischer Opernsänger (Bariton)
- Dobber, Jochem (* 1997), niederländischer Leichtathlet
- Dobberahn, Friedrich Erich (* 1950), deutscher evangelischer Theologe und Hochschullehrer
- Dobberkau, Andreas (* 1975), deutscher Schauspieler
- Dobberkau, Hans-Joachim (1933–2018), deutscher Mediziner
- Dobberkau, Heide (1929–2021), deutsche Bildhauerin und Medailleurin
- Dobberke, Claus (* 1940), deutscher Regisseur
- Dobberschütz, Regine (* 1956), deutsche Sängerin und Jazz-Gastronomin
- Dobberstein, Heinz (1925–2014), deutscher Politiker (PDS), MdL
- Dobberstein, Johannes (1895–1965), deutscher Veterinärpathologe
- Dobberstein, Marcel (* 1964), deutscher Musikwissenschaftler
- Dobberstein, Monika (* 1967), deutsche Stadtplanerin, Managerin und HochschullehrerinMonika Dobberstein (* 1967)

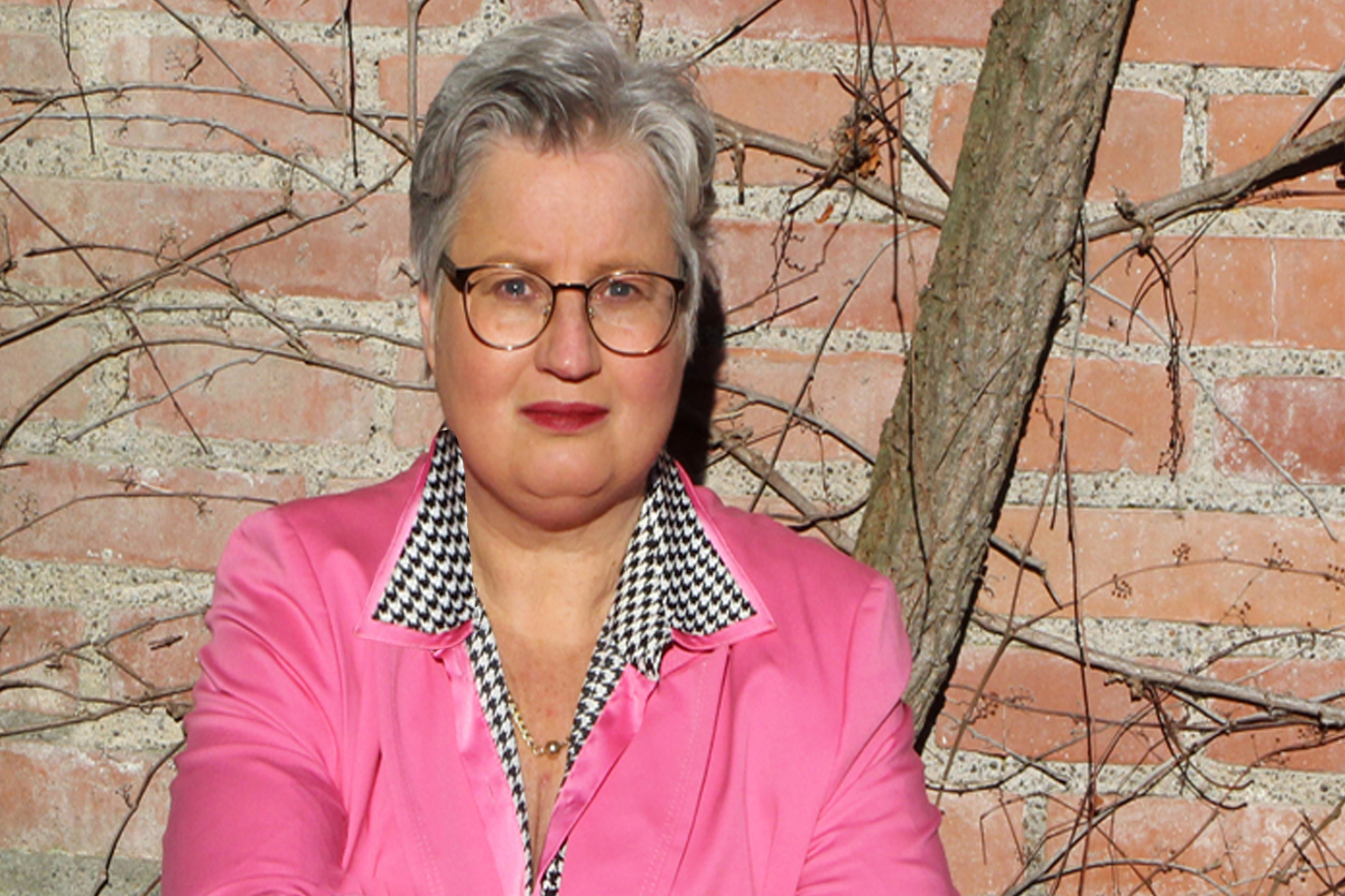
Monika Dobberstein (* 1967)

- Dobbert, Alfred (1897–1975), deutscher Politiker (SPD, USPD, SPD), MdL, MdR
- Dobbert, Eduard (1839–1899), deutscher Kunsthistoriker und Hochschullehrer
- Dobbert, Marina (* 1958), deutsche Politikerin (SPD), MdL
- Dobbert, Steffen (* 1982), deutscher Journalist und AutorSteffen Dobbert (* 1982)

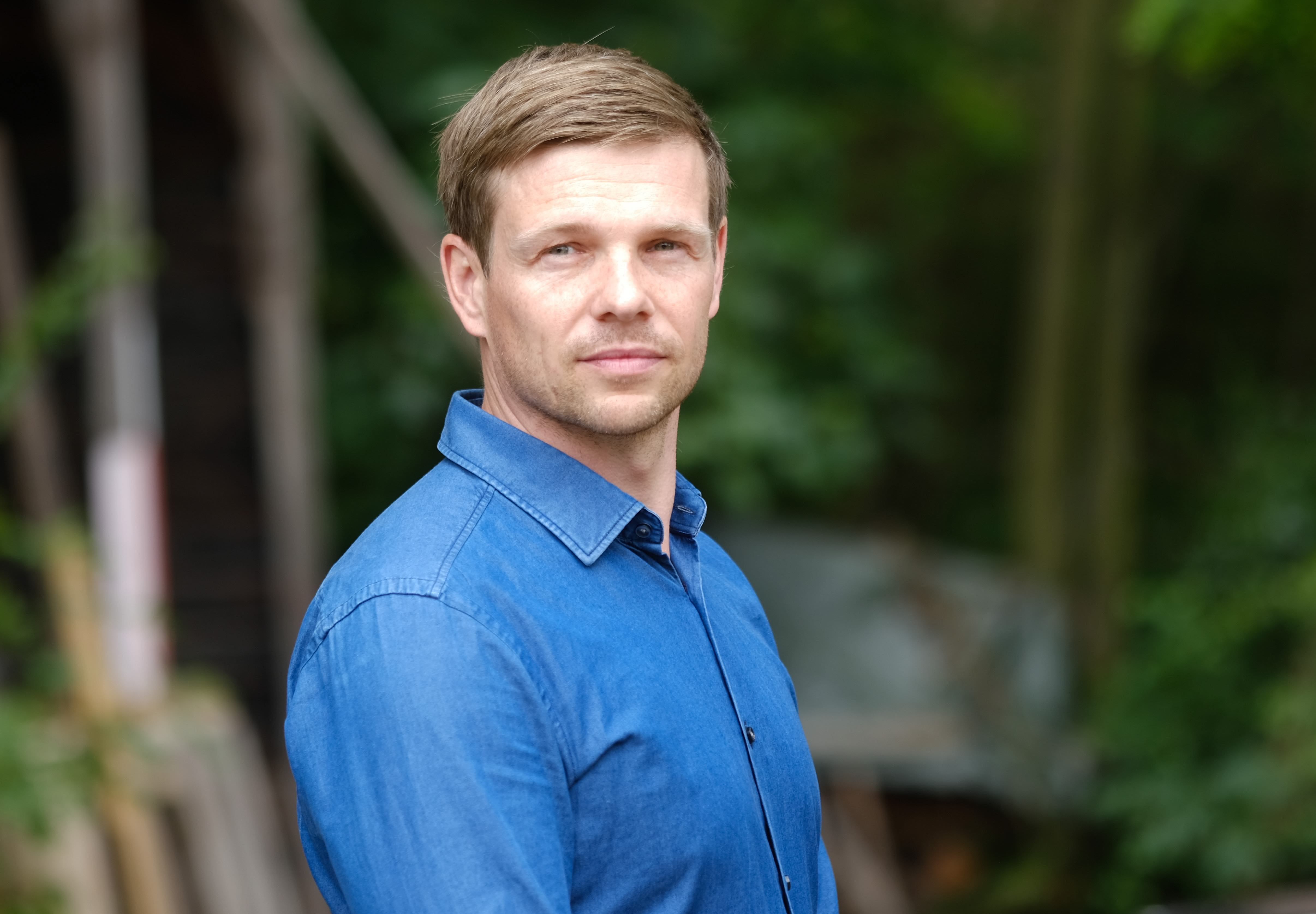
Steffen Dobbert (* 1982)

- Dobberthien, Marliese (1947–2017), deutsche Politikerin (SPD), MdB
- Dobbertin, Clara (* 1988), Theaterregisseurin
- Dobbertin, Hans (1952–2006), deutscher Mathematiker und Kryptologe
- Dobbertin, Petra (* 1961), deutsche Schauspielerin und Hörspielsprecherin
- Dobbertin, Walther (1882–1961), deutscher Fotograf
- Dobbie, William (1879–1964), britischer Offizier und Gouverneur von Malta
- Dobbin, Beth (* 1994), britische Sprinterin
- Dobbin, James C. (1814–1857), US-amerikanischer Politiker (Demokratische Partei)
- Dobbin, Joachim (1534–1614), deutscher evangelisch-lutherischer Geistlicher, Hauptpastor am Lübecker Dom und Senior des Geistlichen Ministeriums
- Dobbin, Lewis (* 2003), englischer Fußballspieler
- Dobbin, Shane (* 1980), neuseeländischer Inline-Speedskater und Eisschnellläufer
- Döbbing, Bernhard (1855–1916), deutscher Ordensgeistlicher und Bischof von Nepi-Sutri
- Dobbins, Anna Marie (* 1991), US-amerikanische Schauspielerin und Tänzerin
- Dobbins, Bill (* 1947), US-amerikanischer Pianist, Komponist, Jazzpädagoge und Bigband-Leiter
- Dobbins, Donald C. (1878–1943), US-amerikanischer Politiker
- Dobbins, J. K. (* 1998), US-amerikanischer American-Football-Spieler
- Dobbins, Samuel A. (1814–1886), US-amerikanischer Politiker
- Dobbrisch, Wim (* 1967), deutscher Musiker, Dudelsackspieler, Komponist, Produzent und Instrumentenbauer
- Dobbrow, Dirk (* 1966), deutscher Dramatiker
- Dobbs, Arthur (1689–1765), irischer Entdecker und Politiker
- Dobbs, Betty Jo Teeter (1930–1994), US-amerikanische Wissenschaftshistorikerin
- Dobbs, Farrell (1907–1983), US-amerikanischer Politiker
- Dobbs, Gregory (* 1978), US-amerikanischer Baseballspieler
- Dobbs, Joshua (* 1995), US-amerikanischer American-Football-SpielerJoshua Dobbs (* 1995)

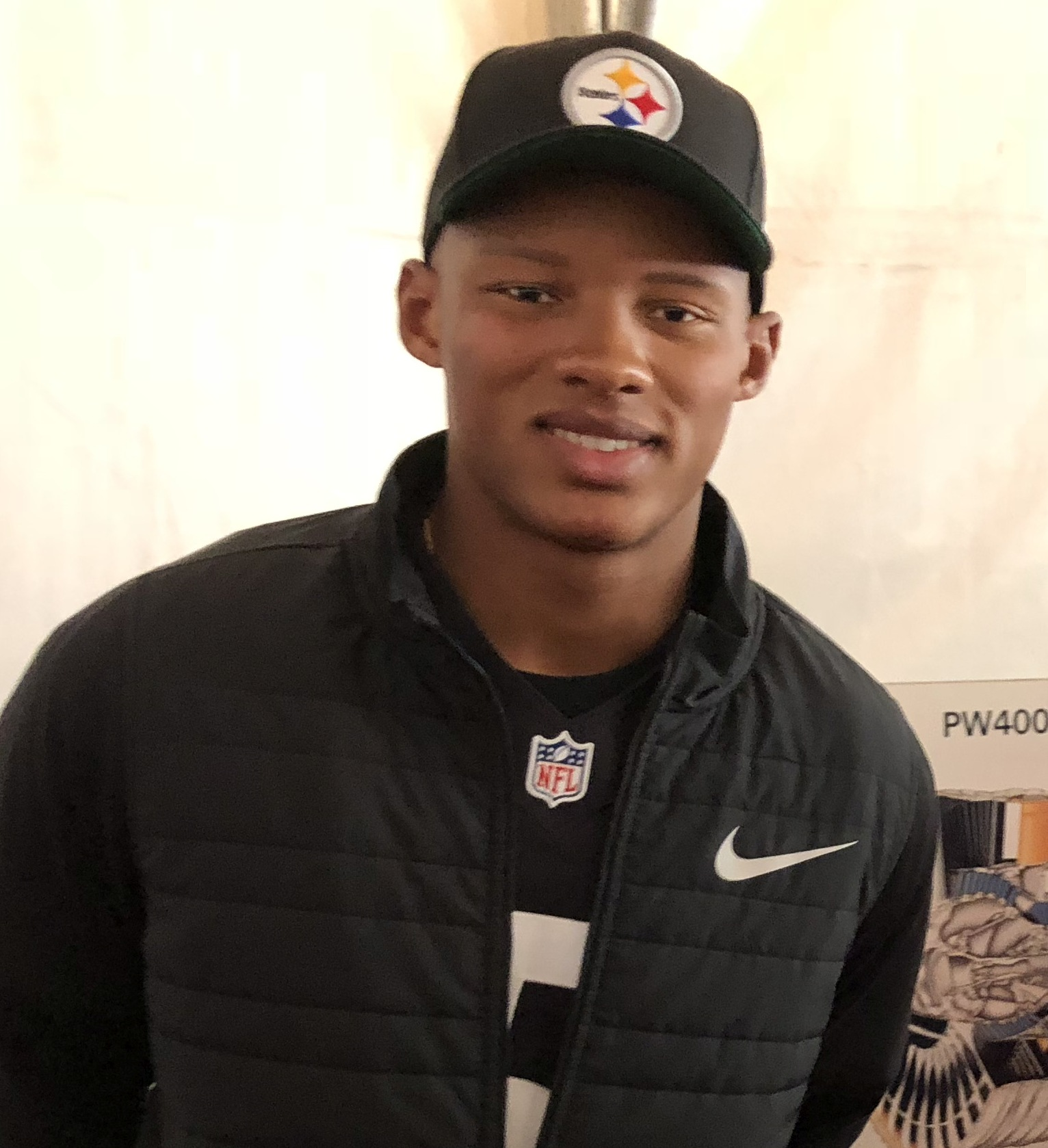
Joshua Dobbs (* 1995)

- Dobbs, Lem (* 1959), US-amerikanisch-britischer Drehbuchautor
- Dobbs, Lou (1945–2024), US-amerikanischer politischer Kommentator, Autor und TV-Moderator
- Dobbs, Mattiwilda (1925–2015), US-amerikanische Opernsängerin
- Dobbs, Michael, Baron Dobbs (* 1948), britischer Politiker und Schriftsteller (Conservative Party)
- Dobbs, Trea (* 1947), niederländische Sängerin

### Dobe
- Dobe, Paul (1880–1965), deutscher Pflanzenfotograf, Maler und Zeichner
- Dobek, Anna (* 1996), polnische Leichtathletin
- Dobek, Patryk (* 1994), polnischer Hürdenläufer
- Döbel, Carl (1903–1959), deutscher Maler und Zeichner
- Dobel, Friedrich (1819–1891), deutscher Pfarrer, Archivar und Bibliothekar
- Dobel, Hans († 1557), elsässisch-schweizerischer Bildhauer und Schreiner
- Döbel, Heinrich Wilhelm (1699–1759), deutscher Jäger und Forstmann sowie Verfasser von jagd- und forstwissenschaftlichen Schriften
- Döbel, Johann Christoph (* 1640), deutscher Bildhauer
- Döbel, Johann Jacob der Ältere (1640–1684), deutscher Arzt und Hochschullehrer in Rostock
- Dobel, Richard, deutscher Bibliothekar und Dramatiker
- Döbel, Walther (1885–1963), deutscher Verwaltungsjurist
- Döbele, Erna (1915–2001), deutsche Widerstandskämpferin und Lebensretterin
- Döbele, Ralf (* 1981), deutscher Journalist und AutorRalf Döbele (* 1981)

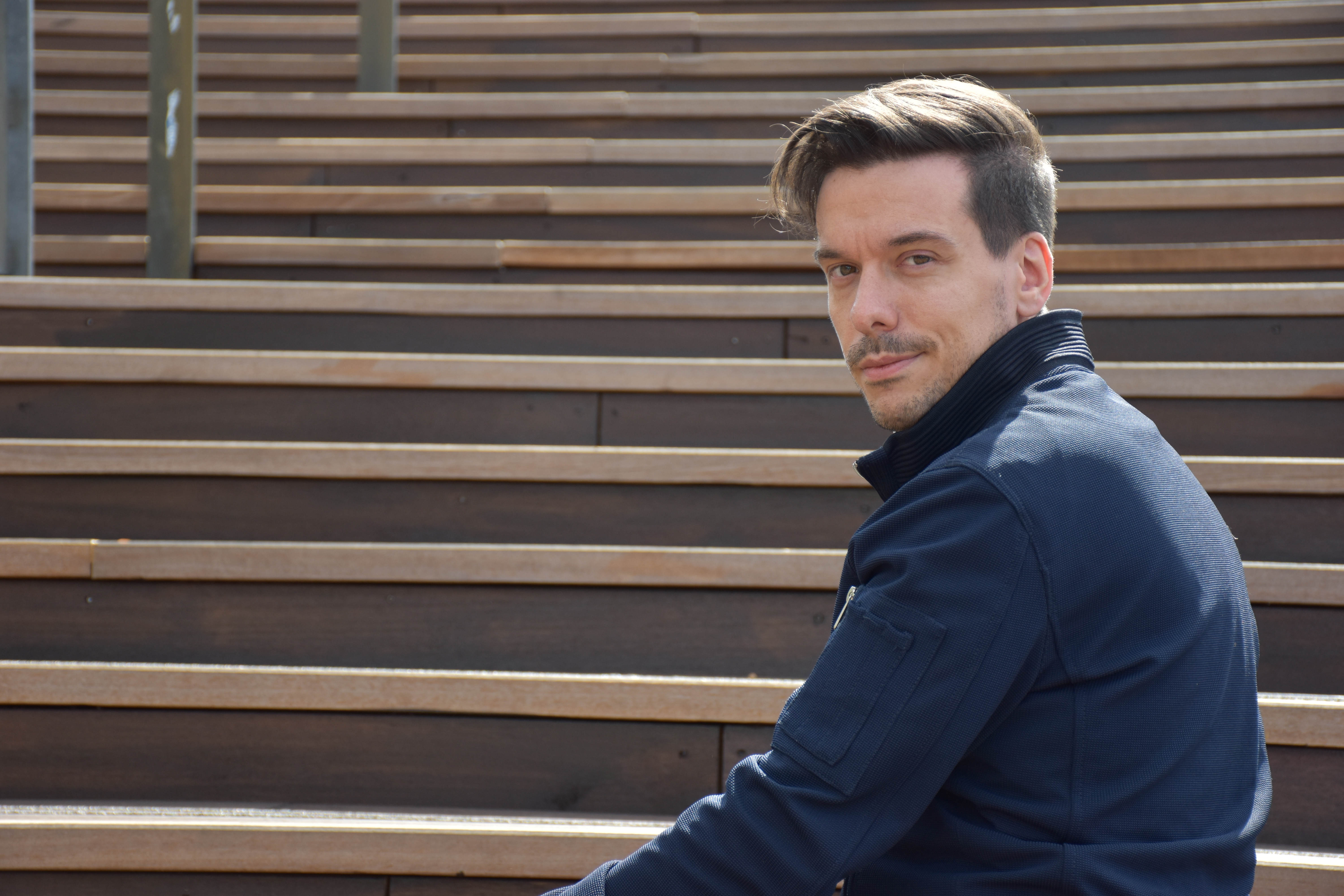
Ralf Döbele (* 1981)

- Döbele-Carlesso, Isolde (* 1961), deutsche Historikerin
- Dobeleit, Norbert (* 1964), deutscher Leichtathlet und Olympiamedaillengewinner
- Dobelhoff-Dier, Anton (I.) von (1733–1812), österreichischer Beamter und Präses der Akademie der Künste
- Döbeli Honegger, Beat (* 1970), Schweizer Informatik-Didaktiker
- Dobelis, Juris (* 1940), lettischer Chemiker und Politiker, Mitglied der Saeima
- Döbelius, Johan Jacob (1674–1743), deutscher Arzt und Hochschullehrer in Schweden
- Dobell, Charles Macpherson (1869–1954), kanadisch-britischer General
- Dobell, Richard Reid (1837–1902), kanadischer Politiker, Abgeordneter und Minister
- Dobell, William (1899–1970), australischer Maler und Bildhauer
- Dobelle, William H. (1941–2004), US-amerikanischer Mediziner
- Dobelli, Rolf (* 1966), Schweizer Schriftsteller und UnternehmerRolf Dobelli (* 1966)

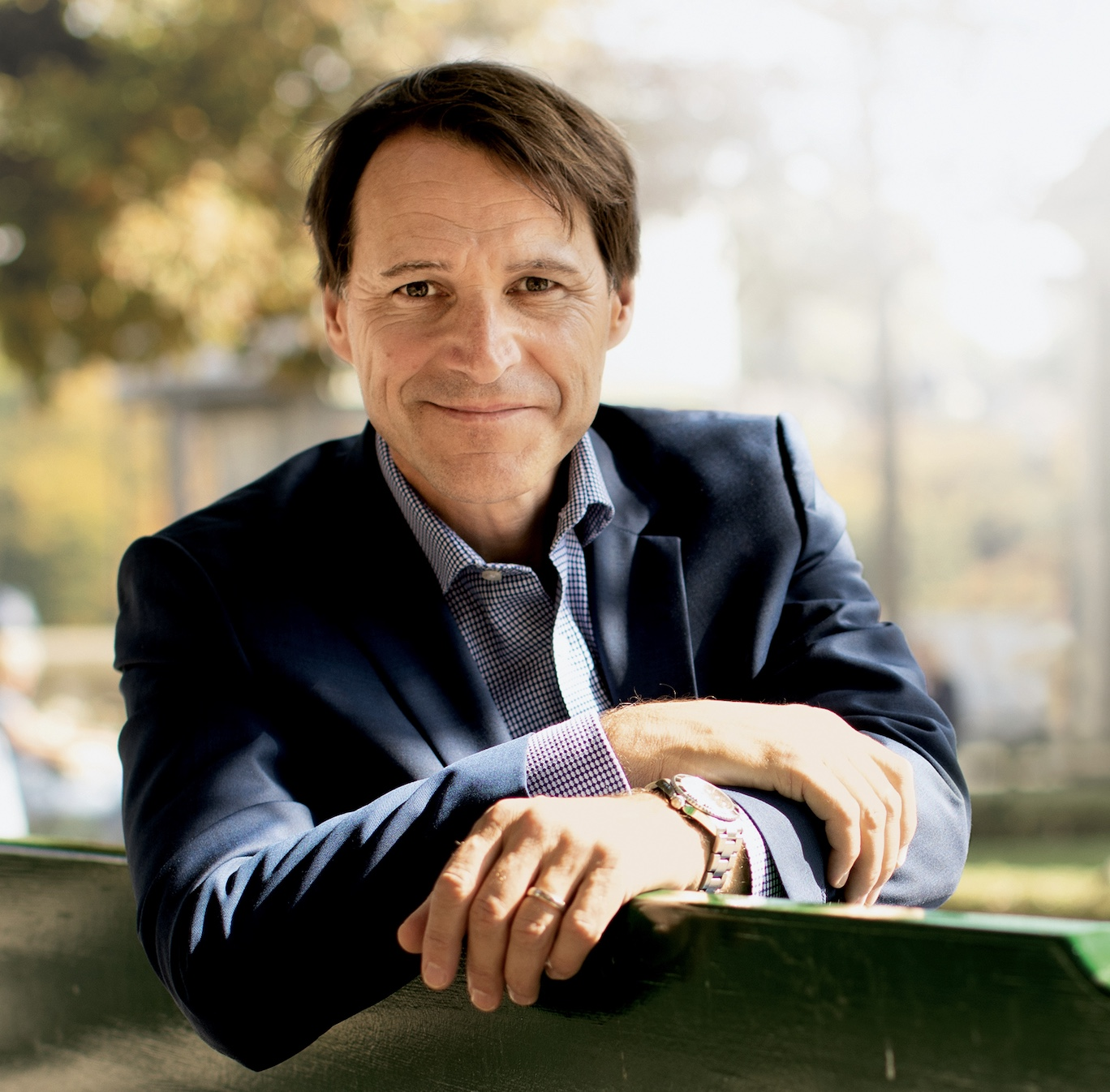
Rolf Dobelli (* 1966)

- Dobelmann, Bruno (* 1959), deutscher Extremsportler
- Dobelmann, Werner (1913–1985), deutscher Volkskundler und Heimatforscher
- Döbeln, Georg Carl von (1758–1820), schwedischer Generalmajor
- Dobelšek, Jure (* 1984), slowenischer Handballspieler
- Dobelšek, Luka (* 1983), slowenischer Handballspieler
- Dobeneck, Alban von (1833–1919), deutscher Landwirt, Politiker, Genealoge
- Dobeneck, Ferdinand von (1791–1867), preußischer Generalleutnant
- Dobeneck, Magdalena von (1808–1891), deutsche Schriftstellerin und Komponistin
- Dobeneck, Wilhelm von († 1609), kurpfälzischer Stallmeister, begütert in Wiesloch
- Dobenecker, Catharina Margarethe (1649–1683), Dichterin des Barock
- Dobenecker, Christel (* 1939), deutsche Romanistin, Lektorin und Übersetzerin französischer und lateinamerikanischer Literatur
- Dobenecker, Otto (1859–1938), deutscher Pädagoge, Diplomatiker und Historiker
- Dober, Andreas (* 1986), österreichischer FußballspielerAndreas Dober (* 1986)

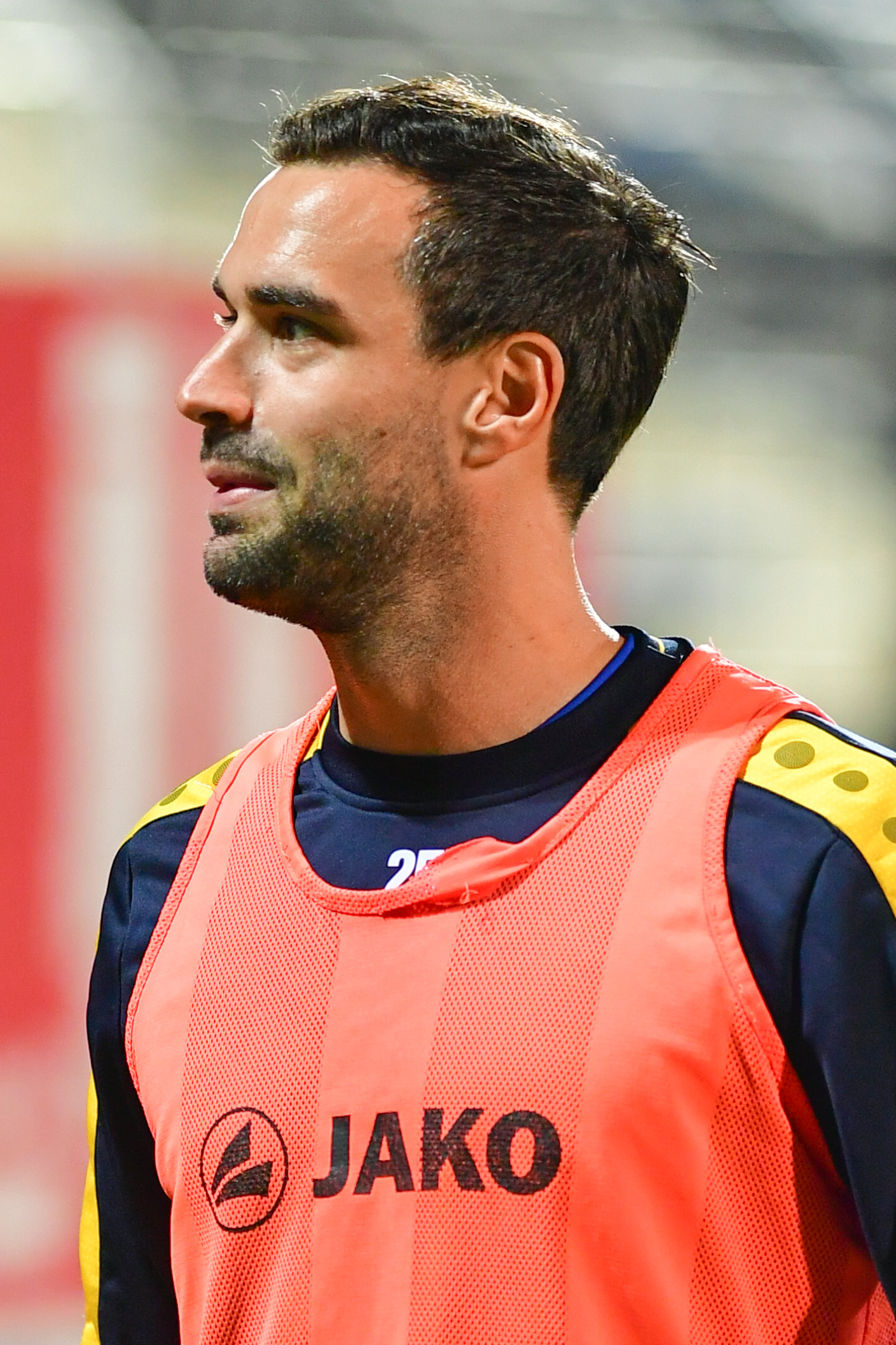
Andreas Dober (* 1986)

- Dober, Anna (1713–1739), mährische Poetin und Verfasserin zahlreicher geistlicher Lieder
- Dober, Hans Martin (* 1959), deutscher evangelisch-lutherischer Theologe
- Dober, Johann Leonhard (1706–1766), deutscher Bischof, Missionar und Kirchenlieddichter der Herrnhuter Brüdergemeine
- Doberauer, Anke (* 1962), deutsche Künstlerin
- Doberauer, Wolfgang (1921–2013), deutscher Wirtschaftsjurist
- Döbereiner, Christian (1874–1961), deutscher Violoncellist, Gambist, Dirigent und Musikschriftsteller
- Döbereiner, Ernst Adolf (1892–1945), deutscher Verwaltungsjurist und Landrat
- Döbereiner, Johann Wolfgang (1780–1849), deutscher ChemikerJohann Wolfgang Döbereiner (1780–1849)

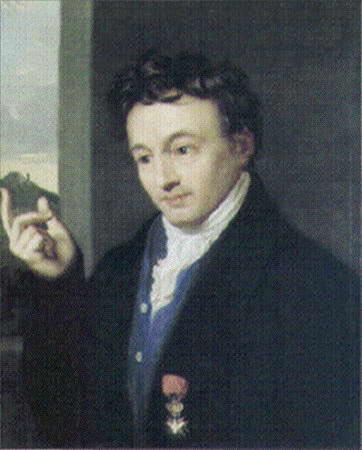
Johann Wolfgang Döbereiner (1780–1849)

- Döbereiner, Johanna (1924–2000), brasilianische Agrarwissenschaftlerin
- Döbereiner, Otto (1890–1969), deutscher Musikpädagoge (Bayern)
- Dobereiner, Philipp (1535–1577), deutscher Kleriker, Übersetzer und Verfasser geistlicher Schriften
- Döbereiner, Wolfgang (1928–2014), deutscher Astrologe und Buchautor
- Doberenz, Albert (1811–1878), deutscher Klassischer Philologe und Schulleiter
- Doberenz, Günther (1923–1999), deutscher Diplomat, Botschafter der DDR
- Doberer, Kurt Karl (1904–1993), deutscher Ingenieur, Journalist, Schriftsteller und Philatelist
- Doberkat, Ernst-Erich (* 1948), deutscher Mathematiker, Informatiker und Hochschullehrer
- Döberl, Gerlinde (1951–1989), österreichische Schauspielerin und Hörspielsprecherin
- Doberman, C. (1928–2008), deutsche Schriftstellerin
- Dobermann, Bernd (1944–2022), deutscher Fußballspieler
- Dobermann, Erich (* 1910), deutscher Fußballspieler
- Dobermann, Friedrich Louis (1834–1894), deutscher Justizangestellter, Züchter des Dobermann-Pinschers
- Dobermann, Rudolf (1902–1979), deutscher Weitspringer
- Dobernig, Harald (* 1980), österreichischer Politiker (FPK), verurteilter Straftäter
- Dobernig, Josef Wolfgang (1862–1918), österreichischer Journalist und Politiker, Landtagsabgeordneter
- Dobers, Ernst (1892–1945), deutscher Biologe und Rassentheoretiker
- Dobers, Paul (1885–1959), deutscher Maler und Hochschullehrer
- Dobersalske, Herbert (1908–1943), deutscher Kommunist und Mitglied des Parteiselbstschutzes
- Doberschütz, Elisabeth von († 1591), deutsche Adlige, als Hexe hingerichtet
- Doberschütz, Gerlinde (* 1964), deutsche Ruderin
- Doberschütz, Jens (* 1957), deutscher Ruderer und Olympiasieger
- Doberschütz, Johannes (* 1980), deutscher Ruderer
- Doberschütz, Klaus (1931–2019), deutscher Journalist, Medienfachmann und Regierungssprecher
- Doberschütz, Melchior von, pommerscher Stadthauptmann und Landvogt von Neustettin
- Doberstein, Jürgen (* 1989), deutscher BoxerJürgen Doberstein (* 1989)

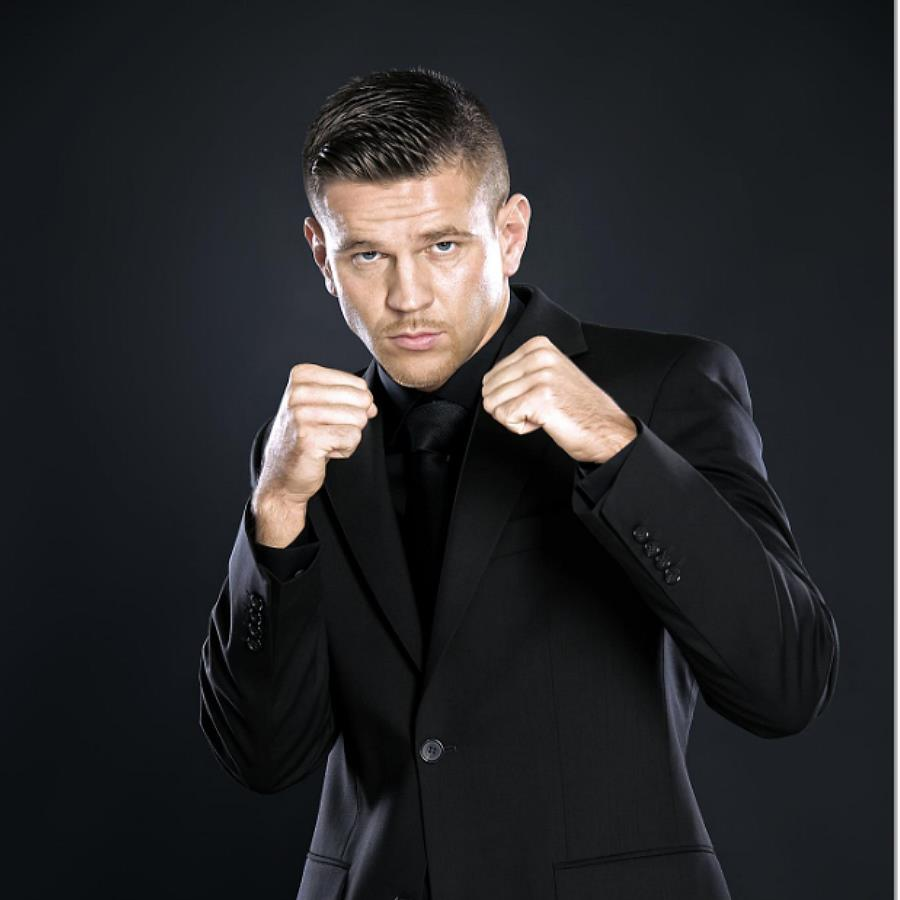
Jürgen Doberstein (* 1989)

- Döbert, Brigitte (* 1959), deutsche Künstlerin, Autorin und Übersetzerin
- Dobert, Paul (1860–1931), deutscher Zeitschriftenredakteur in Berlin
- Döbertin, Winfried (1932–2016), deutscher Historiker, Politologe und Pädagoge
- Dobeš, Josef (* 1964), tschechischer Politiker (Věci veřejné), Mitglied des Abgeordnetenhauses
- Dobeš, Milan (* 1929), slowakischer kinetischer Künstler
- Dobeš, Ulrike (* 1978), österreichische Fernsehmoderatorin und -redakteurinUlrike Dobeš (* 1978)

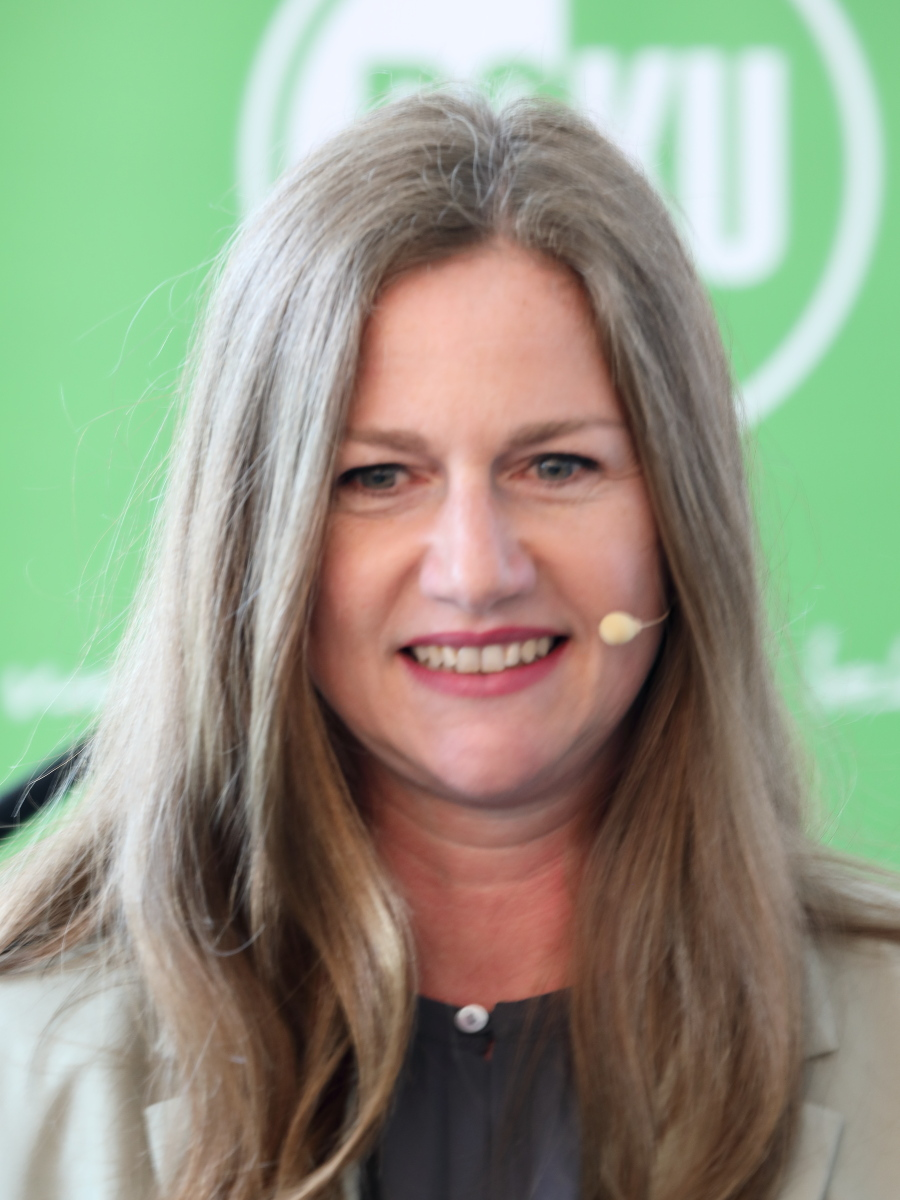
Ulrike Dobeš (* 1978)

- Dobesberger, Edith (1925–2002), österreichische Lehrerin und Politikerin (SPÖ), Landtagsabgeordnete, Abgeordnete zum Nationalrat
- Dobesch, Gerhard (1939–2021), österreichischer Althistoriker
- Dobesch, Susanne (* 1957), österreichische Schriftstellerin
- Dobešová, Jana (* 1968), tschechische Tischtennisspielerin
- Dobey, Chris (* 1990), englischer Dartspieler

### Dobi
- Dobi, Edina (* 1987), ungarische Volleyballspielerin
- Dobi, István (1898–1968), ungarischer kommunistischer Politiker
- Dobias, Charles (1914–2001), kanadischer Geiger
- Dobiaš, Karol (* 1947), tschechoslowakischer Fußballspieler und -trainer
- Dobiáš, Václav (1909–1978), tschechischer Komponist
- Dobiáš, Václav (1920–1945), tschechischer Widerstandskämpfer
- Dobiasch, Bernd (* 1957), deutscher Fußballspieler
- Dobiasch-Roschdestwenskaja, Olga Antonowna (1874–1939), russische Historikerin und Hochschullehrerin
- Dobiaschofsky, Franz Josef (1818–1867), österreichischer Maler
- Dobiášová, Bronislava (* 1998), slowakische Eiskunstläuferin
- Dobiášová, Zuzana (* 2005), slowakische Eishockeyspielerin
- Dobiat, Hanno, deutscher Schauspieler
- Dobici, Cesare (1873–1944), italienischer Komponist und Musikpädagoge
- Dobičins, Igors (* 1958), lettischer Bildhauer
- Dobida, Hans (1929–2025), österreichischer Eishockeyfunktionär
- Dobie, Beatrix (1887–1944), neuseeländische Landschafts-, Pferde- und Porträtmalerin
- Dobie, Wilma (1918–2005), US-amerikanische Journalistin, Jazzautorin und Funktionärin
- Dobiesław Puchała († 1440), polnischer Ritter
- Döbig, Friedrich (1887–1970), deutscher Reichsgerichtsrat
- Dobigny, Emma (1851–1925), französisches Modell
- Dobija, Ludwik (1873–1944), polnischer Politiker
- Dobilstein, Wikbold (* 1312), Bischof von Kulm
- Dobinson, Stanley Raine (1888–1918), britischer Fußballspieler
- Dobiš, Dominik (* 2009), österreichischer Fußballspieler
- Dobisch, Fritz (1890–1941), deutscher Gewerkschaftsfunktionär und NS-Opfer
- Dobischat, Rolf (1950–2021), deutscher Bildungs- und Berufsforscher
- Dobislaw, Ernst (1903–1984), deutscher Destillateurmeister

### Dobk
- Dobke, Dirk (* 1966), deutscher Kunsthistoriker und Kurator
- Dobkevičius, Jonas (1866–1934), litauischer Politiker
- Dobkin, Alix (1940–2021), US-amerikanische Folkloresängerin, Songwriterin, Biografin und feministische Aktivistin
- Dobkin, David (* 1969), US-amerikanischer Filmregisseur, Filmproduzent und Drehbuchautor
- Dobkin, Eliyahu (1898–1976), zionistischer Aktivist
- Dobkin, Lawrence (1919–2002), US-amerikanischer Schauspieler, Filmregisseur, Filmproduzent und DrehbuchautorLawrence Dobkin (1919–2002)

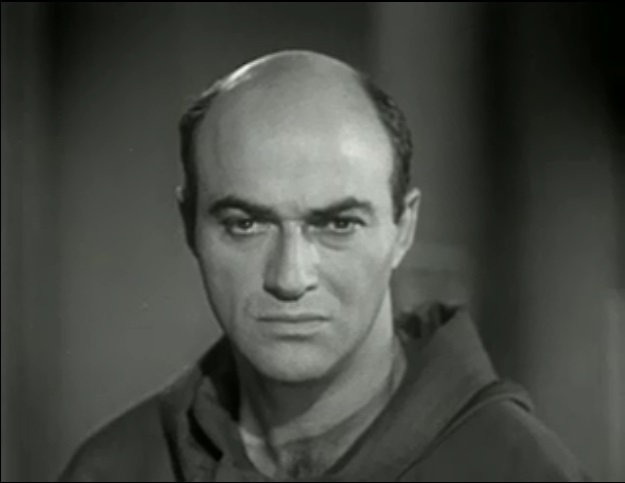
Lawrence Dobkin (1919–2002)

- Dobkin, Mychajlo (* 1970), ukrainischer Politiker (Partei der Regionen)
- Dobkin, Robert (* 1944), US-amerikanischer Unternehmer, Entwickler analoger integrierter Schaltkreise (IC)
- Dobkins, Carl Jr. (1941–2020), US-amerikanischer Popsänger
- Dobkowski, Wiesław (* 1953), polnischer Politiker

### Dobl
- Doblas, Antonio (* 1980), spanischer Fußballspieler
- Dobler, Alfons (1947–2008), österreichischer Fußballtrainer
- Dobler, Alois (* 1929), Schweizer Politiker (CVP)
- Dobler, Aloys (1796–1841), deutscher Opernsänger (Bass)
- Dobler, Bruno (* 1952), Schweizer Politiker und Unternehmer
- Dobler, Carl (1903–1984), Schweizer Politiker (CVP)
- Dobler, Carl (1930–2022), deutscher Agrarpolitiker
- Dobler, Charles (1923–2014), Schweizer Pianist und Musikpädagoge
- Dobler, Frank (* 1971), deutscher Sportschütze
- Dobler, Franz (* 1959), deutscher SchriftstellerFranz Dobler (* 1959)

Franz Dobler (* 1959)

- Döbler, Gallus (1525–1570), deutscher evangelischer Theologe
- Dobler, Gerald (* 1964), deutscher Kunsthistoriker und Restaurator
- Döbler, Hannsferdinand (1919–2004), deutscher Schriftsteller
- Dobler, Heinz (* 1932), deutscher Fußballspieler
- Dobler, Heinz (* 1962), österreichischer Informatiker
- Döbler, Hermann (1922–1965), deutsches Todesopfer der Berliner Mauer
- Döbler, Hugo (1923–1996), deutscher Sportwissenschaftler und Hochschullehrer
- Dobler, Jakob (1886–1980), deutscher Landwirt
- Dobler, Jens (1965–2024), deutscher Historiker, Autor und Herausgeber
- Dobler, Jonas (* 1991), deutscher Skilangläufer
- Dobler, Josef (1925–2008), Schweizer Volksmusiker und Bauernmaler
- Dobler, Katharina (1918–2003), österreichische Volkskundlerin und Volkskultur-Aktivistin
- Döbler, Katharina (* 1957), deutsche Autorin und Journalistin
- Dobler, Konrad (* 1957), deutscher Langstreckenläufer
- Dobler, Lena (* 1990), deutsche Songwriterin
- Döbler, Ludwig (1801–1864), österreichischer Zauberkünstler
- Dobler, Marcel (* 1980), Schweizer Unternehmer, ehemaliger Spitzensportler, PolitikerMarcel Dobler (* 1980)

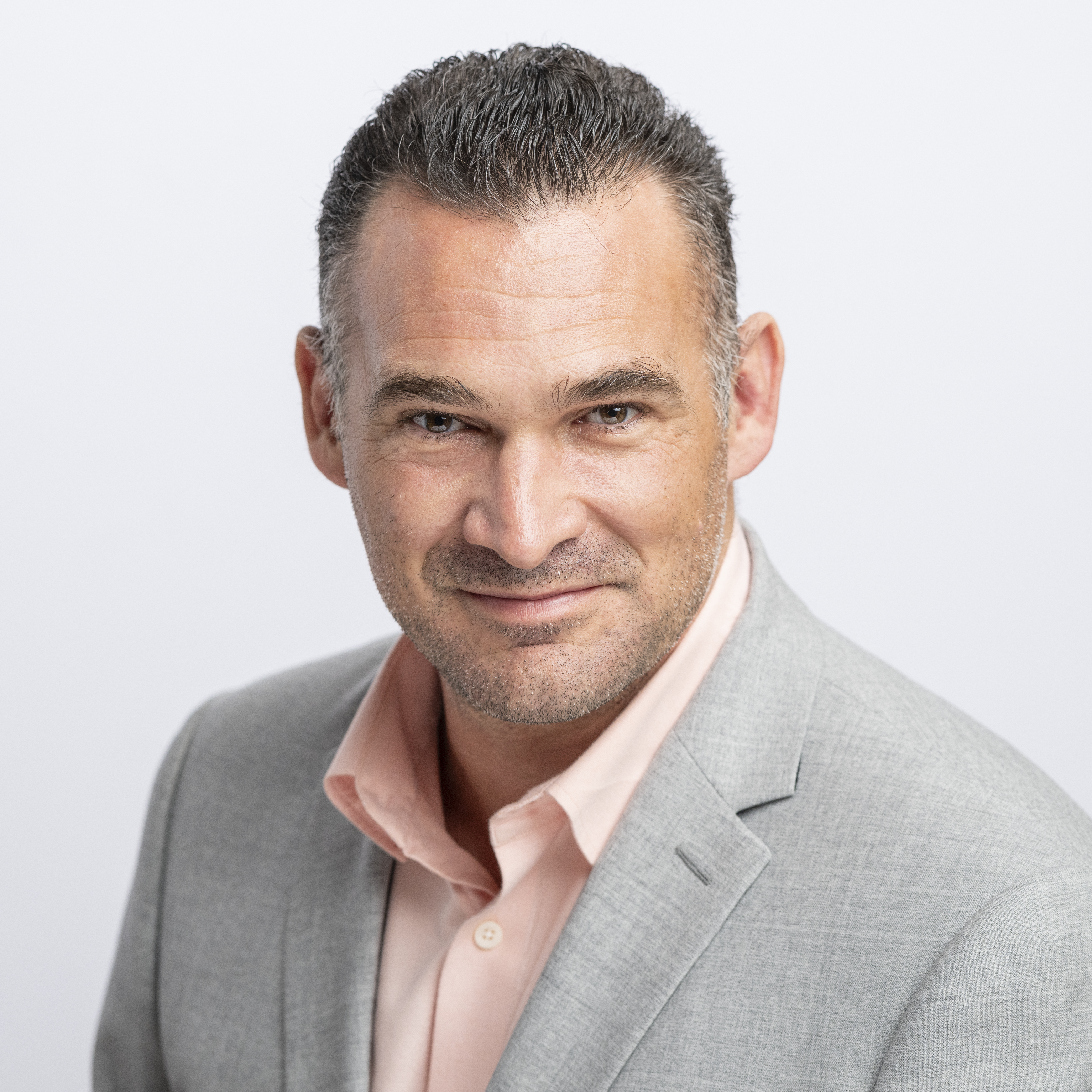
Marcel Dobler (* 1980)

- Dobler, Michael (* 1976), deutscher Wirtschaftswissenschaftler und Hochschullehrer
- Döbler, Moritz (* 1965), deutscher Journalist
- Döbler, Peter (* 1940), deutscher Arzt und DDR-Flüchtling
- Döbler, Stefanie (* 1978), deutsche Schauspielerin und Sprecherin
- Dobler, Susanne (* 1956), deutsche Zoologin mit dem Schwerpunkt Molekulare Evolutionsbiologie
- Dobler, Theodor (1893–1973), deutscher Arzt; Präsident des Hartmannbundes
- Döbler, Thomas (* 1964), deutscher Politiker (SPD), MdL
- Döbler, Tilman (* 2006), deutscher Kinderdarsteller und Synchronsprecher
- Döbler, Willi (1891–1944), deutscher Maschinenschlosser und Opfer des Nationalsozialismus
- Dobles Camargo, Claudia (* 1980), costa-ricanische Architektin und Politikerin
- Dobles, Fabián (1918–1997), costa-ricanischer Schriftsteller
- Doblhamer, Gregor (1823–1899), österreichischer Politiker
- Doblhammer, Ferdinand (1892–1954), oberösterreichischer Politiker (SPÖ), Landtagsabgeordneter
- Doblhammer, Gabriele (* 1963), österreichische Sozialwissenschaftlerin mit Fachgebiet Demografie
- Doblhofer, Ernst (1919–2002), österreichischer Klassischer Philologe
- Doblhofer, Johann (* 1911), österreichischer NSDAP-Kreisleiter
- Doblhofer, Josef (1846–1918), österreichischer Politiker
- Doblhoff, Joseph von (1770–1831), österreichischer Beamter und niederösterreichischer Landuntermarschall
- Doblhoff, Raimund von (1914–1993), österreichisch-deutscher Architekt
- Doblhoff-Dier, Anton von (1800–1872), österreichischer Politiker, Landtagsabgeordneter
- Doblhoff-Dier, Heinrich (1838–1913), österreichischer Politiker
- Doblhoff-Dier, Josef von (1844–1928), österreichischer Dichter, Diplomat und Forschungsreisender
- Doblhoff-Dier, Joseph von (1806–1856), österreichischer Politiker
- Doblhoff-Dier, Karl von (1762–1837), österreichischer Musiker und Komponist
- Doblies, Dietwald (1962–2021), deutscher Illustrator
- Döblin, Alfred (1878–1957), deutscher Arzt und SchriftstellerAlfred Döblin (1878–1957)

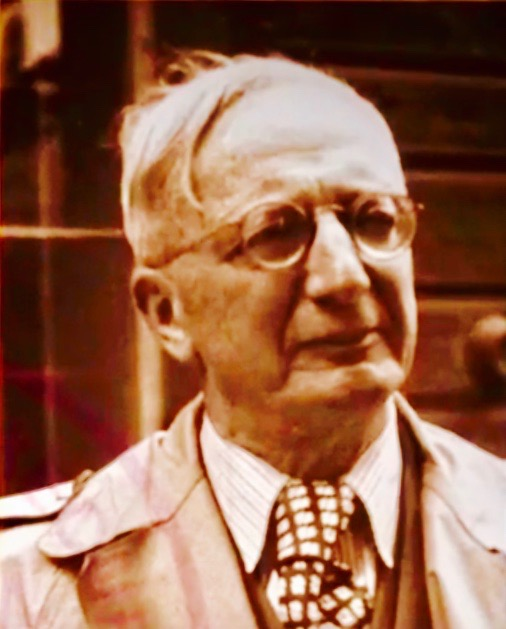
Alfred Döblin (1878–1957)

- Döblin, Emil (1853–1918), Vorsitzender des Deutschen Buchdruckerverbandes
- Doblin, Ernest Martin (1904–1951), deutschamerikanischer Ökonom
- Döblin, Hugo (1876–1960), deutscher Schauspieler
- Döblin, Wolfgang (1915–1940), deutsch-französischer Mathematiker
- Doblinger, Heliodor (* 1972), österreichischer Maler und Künstler der Art Brut
- Doblinger, Max (1873–1965), österreichischer Archivar, Historiker und Numismatiker

### Dobm
- Dobmayer, Marian (1753–1805), deutscher Priester und Professor der Katholischen Theologie
- Dobmeier, Annette (* 1968), deutsche Florettfechterin
- Dobmeier, Anton (1921–2011), deutscher Politiker (CSU), MdL
- Dobmeier, Gotthard (* 1944), deutscher katholischer Theologe

### Dobn
- Döbner, August Wilhelm (1805–1871), deutscher Architekt und Baubeamter des Herzogtums Sachsen-Meiningen
- Döbner, Erwin Theodor (1839–1892), deutscher Architekt und Baubeamter
- Dobner, Gelasius (1719–1790), böhmischer Piarist und Historiker
- Dobner, Josef (1898–1972), österreichischer Bildhauer
- Dobner, Petra (* 1964), deutsche Politikwissenschaftlerin
- Dobner, Sigrun (* 1983), deutsche Ringerin
- Dobner, Walter (* 1952), österreichischer Jurist, Publizist und Musikkritiker
- Dobnigg, Karl (* 1949), österreichischer Betriebsrat und Politiker (SPÖ), Abgeordneter zum Nationalrat
- Dobnik, Christian (* 1986), österreichischer Fußballtorwart und Torwarttrainer
- Dobnik, Ivan (* 1960), slowenischer Dichter und Übersetzer

### Dobo
- Dobó, István (1502–1572), Burghauptmann von Eger
- Dobó, Kata (* 1974), ungarische SchauspielerinKata Dobó (* 1974)

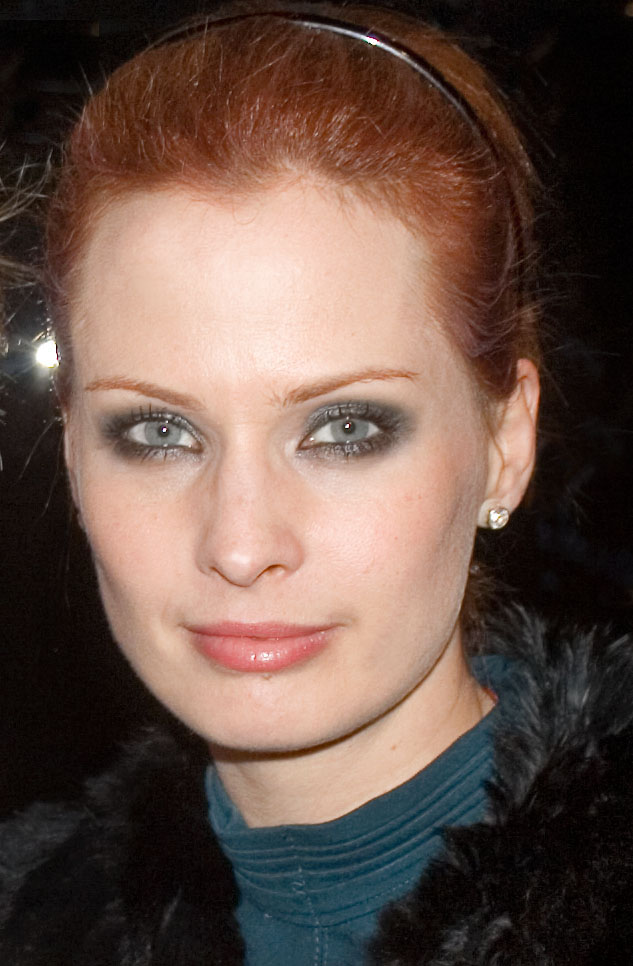
Kata Dobó (* 1974)

- Dobocan, Dorél (* 1951), rumänisch-deutscher Maler
- Doborac, Damir (* 1980), bosnischer Handballspieler
- Doborzyński, Dobiesław (1904–1942), polnischer Physiker und NS-Opfer
- Doboș, Anton (* 1965), rumänischer Fußballspieler und -funktionär
- Dobos, Gustav (* 1955), deutscher Internist
- Dobos, József (1847–1924), ungarischer Konditor, Koch und Unternehmer
- Dobosz, Henryk (* 1953), polnischer Schachspieler
- Dobosz-Kinaszewska, Henryka (* 1940), polnische Journalistin, Regisseurin und Drehbuchautorin
- Doboszová, Ema (* 2003), slowakische Eiskunstläuferin
- Dobovšek, Matej (* 1990), slowenischer Skispringer

### Dobr
- Dobra, Alexandru (1794–1870), rumänischer Geistlicher und Bischof von Lugoj
- Dobra, Anica (* 1963), serbische SchauspielerinAnica Dobra (* 1963)

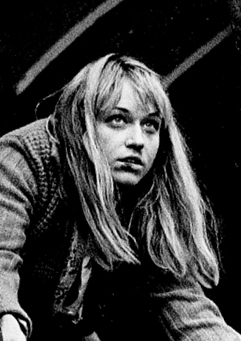
Anica Dobra (* 1963)

- Dobra, Gheorghe (1925–1986), rumänischer Politiker (PCR) und Botschafter
- Dobra, Gina (1940–2015), bulgarische Schlagersängerin
- Dobra, Kaan (* 1972), polnischer Fußballspieler
- Dobra, Marius (* 1967), österreichisch-rumänischer Gitarrist und Unternehmer
- Dobrá, Simona (* 1987), tschechische Tennisspielerin
- Dobraczyński, Jan (1910–1994), polnischer Schriftsteller, Journalist und Politiker, Mitglied des Sejm
- Dobrakovová, Ivana (* 1982), slowakische Schriftstellerin und Übersetzerin
- Dobranow, Bogdan (1914–1983), bulgarischer Geistlicher, römisch-katholischer Bischof von Sofia und Plowdiw
- Dobras, Kristijan (* 1992), österreichischer Fußballspieler
- Dobraš, Radenko (* 1968), serbischer Basketballspieler
- Dobras, Wolfgang (* 1960), deutscher Historiker und Archivar
- Dobrašinović, Vukašin (* 1964), jugoslawischer Boxer
- Dobratz, Erin (* 1982), US-amerikanische Synchronschwimmerin
- Dobratz, Kurt (1904–1996), deutscher Oberst der Luftwaffe und Kapitän zur See sowie U-Boot-Kommandant im Zweiten Weltkrieg
- Dobravolskas, Algis (* 1951), litauischer Wirtschaftswissenschaftler und Politiker
- Dobre, Alex (* 1998), rumänischer Fußballspieler
- Dobre, Aurelia (* 1972), rumänische Kunstturnerin
- Dobre, Dănuț (* 1967), rumänischer Ruderer
- Dobree, Peter Paul (1782–1825), britischer Altphilologe
- Dobrek, Krzysztof (* 1967), polnischer Musiker (Akkordeon, Komposition, Arrangement)
- Dobrescu, Caius (* 1966), rumänischer Schriftsteller
- Dobrescu, Emilian (* 1933), rumänischer Wirtschaftswissenschaftler und Schachkomponist
- Dobrescu, Luminița (* 1971), rumänische Schwimmerin
- Dobrescu, Mario (* 2004), rumänischer Leichtathlet
- Dobrescu, Mircea (1930–2015), rumänischer Boxer
- Dobretsberger, Josef (1903–1970), österreichischer Jurist, Nationalökonom und Politiker
- Dobrev, Klára (* 1972), ungarische Politikerin
- Dobrev, Nina (* 1989), bulgarisch-kanadische Schauspielerin, ModelNina Dobrev (* 1989)

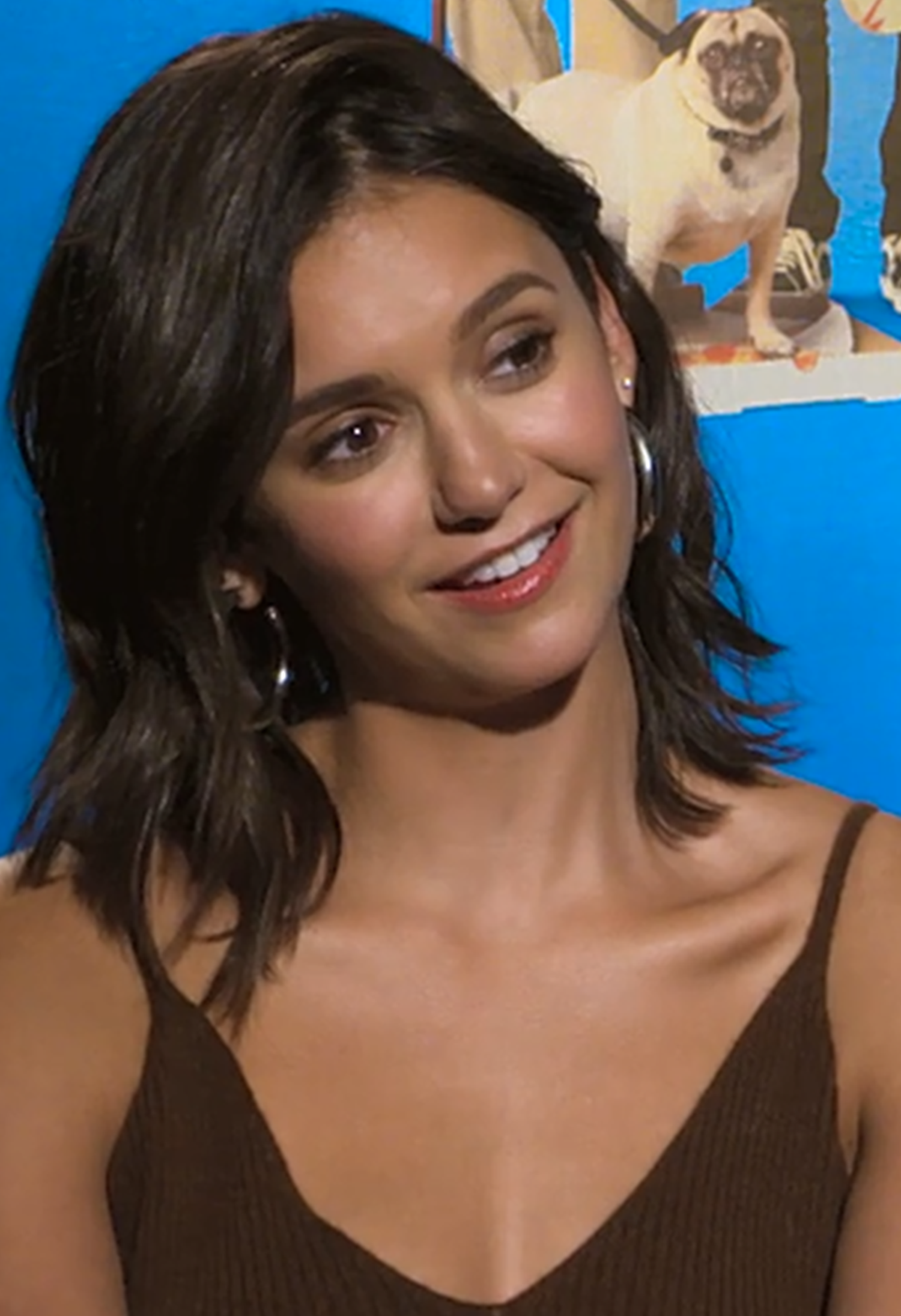
Nina Dobrev (* 1989)

- Dobrew, Bogdan (* 1957), bulgarischer Ruderer
- Dobrew, Daniel (* 1992), bulgarischer Stabhochspringer
- Dobrew, Dimitar (1931–2019), bulgarischer Ringer
- Dobrew, Dobri (1914–2018), bulgarischer Bettler
- Dobrew, Konstantin (* 1974), bulgarischer Badmintonspieler
- Dobrew, Milen (* 1980), bulgarischer Gewichtheber
- Dobrew, Stojan (* 1968), bulgarischer Ringer
- Dobrezow, Leonti Nikolajewitsch (1904–1968), russischer Physiker und Hochschullehrer
- Dobrezow, Nikolai Leontjewitsch (1936–2020), russisch-sowjetischer Geologe und Hochschullehrer
- Dobrić, Nikola (* 1982), österreichischer Linguist
- Dobrić, Patrik (* 2001), kroatischer Eishockeyspieler
- Dobrić, Saša (* 1982), serbischer Fußballspieler
- Dobrić, Zoran (* 1960), serbischer Journalist
- Dobrică, Denis (* 1998), rumänischer Sprinter
- Döbrich, Annette (* 1949), deutsche Schriftstellerin
- Döbrich, Erich (1896–1945), deutscher Maler und Illustrator
- Döbrich, Friedrich (1872–1953), deutscher Landwirt, Gutsbesitzer und Politiker (DVP, DNVP, CNBL), MdR
- Döbrich, Oskar Kurt (1911–1970), deutscher Maler und Graphiker
- Dobricius, Johannes (1576–1653), deutscher Arzt, Astrologe und Alchemist
- Dobrick, Barbara (* 1951), deutsche Journalistin und Autorin
- Dobrik, David (* 1996), slowakischer YouTuber
- Dobrila, Juraj (1812–1882), Bischof von Poreč-Pula und Triest
- Dobrin, Duilio (* 1958), US-amerikanischer Dirigent und Pianist
- Dobrin, Nicolae (1947–2007), rumänischer Fußballspieler und -trainer
- Dobrin, Sergei Wladimirowitsch (* 1986), russischer Eiskunstläufer
- Dobrindt, Alexander (* 1970), deutscher Politiker (CSU), MdB, BundesministerAlexander Dobrindt (* 1970)

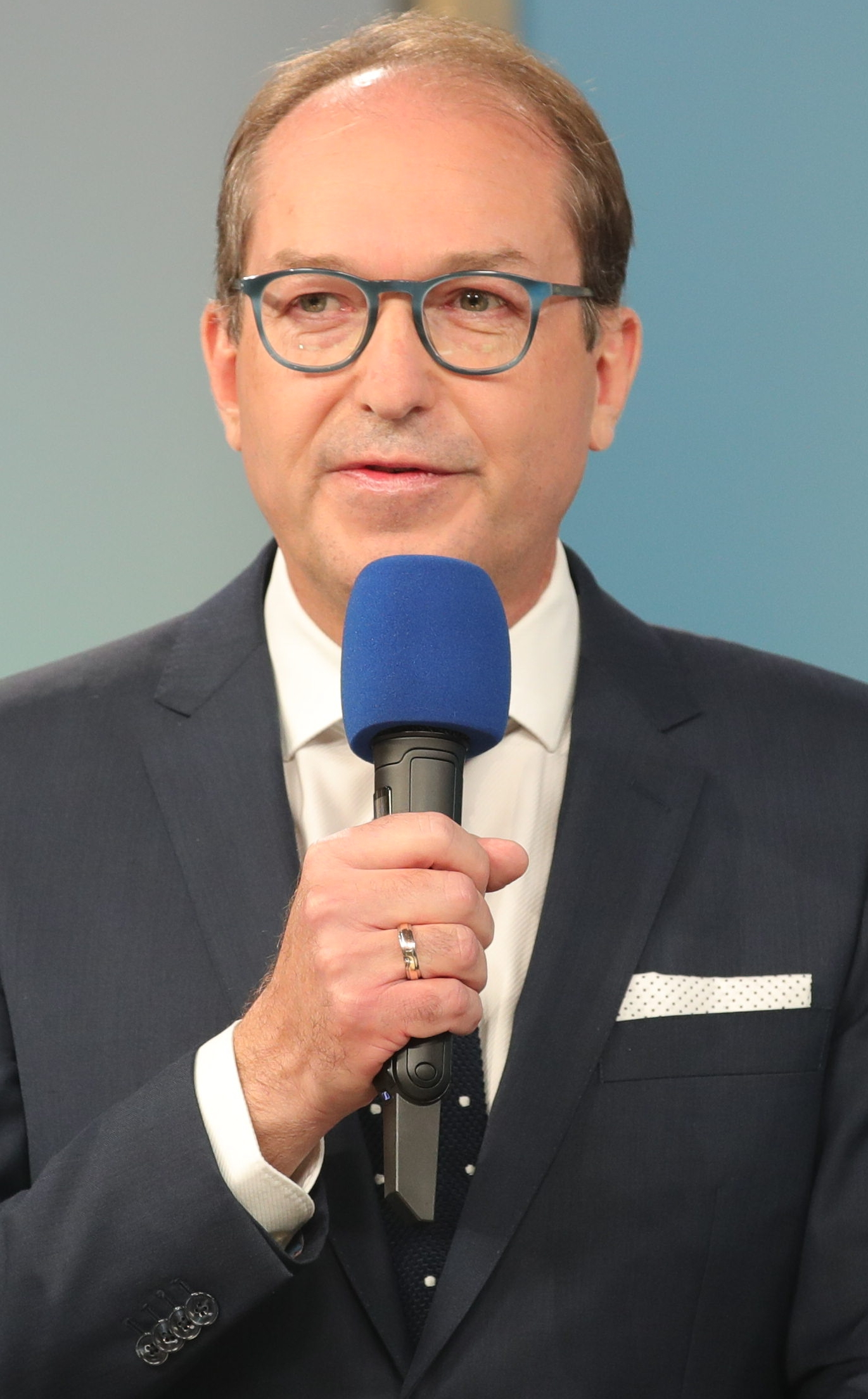
Alexander Dobrindt (* 1970)

- Dobrindt, Otto (1886–1963), deutscher Dirigent und Orchesterleiter
- Dobrinski, Paul (1927–2009), deutscher Physiker und Hochschullehrer
- Dobriskey, Lisa (* 1983), britische Leichtathletin
- Dobrițoiu, Elena (* 1957), rumänische Ruderin
- Dobritsch, Lasar (1881–1970), bulgarischer Artist und Pädagoge
- Dobritz, Jörg (* 1966), deutscher Fußballspieler
- Dobritz, Werner (* 1947), deutscher Politiker (SPD), MdHB
- Dobrizhoffer, Martin (1718–1791), Jesuit, Missionar und Ethnologe
- Dobrjanský, Adolf (1817–1901), ruthenischer Politiker in Österreich-Ungarn
- Dobro, Carrie (* 1957), amerikanische Schauspielerin
- Dobrodeja von Kiew (1108–1131), Kiewer Prinzessin und Autorin
- Dobrogeanu, Eugen (1913–1992), rumänischer Polizeioffizier
- Dobrogeanu-Gherea, Constantin (1855–1920), rumänischer Autor und Politiker
- Dobrogosz, Steve (* 1956), US-amerikanischer Komponist und Jazz-Pianist
- Dobroljubow, Alexander Michailowitsch (* 1876), russischer Schriftsteller des Symbolismus und Führer der religiösen Bewegung der Dobroljubowianer
- Dobroljubow, Nikolai Alexandrowitsch (1836–1861), russischer Literat und revolutionärer Demokrat
- Dobromir, slawischer Fürst
- Dobromir Chrysos, bulgarischer Boljarin, Rebell gegen den byzantinischen Kaiser Alexios III.
- Dobromyslowa, Anastassija Petrowna (* 1984), russische DartspielerinAnastassija Petrowna Dobromyslowa (* 1984)

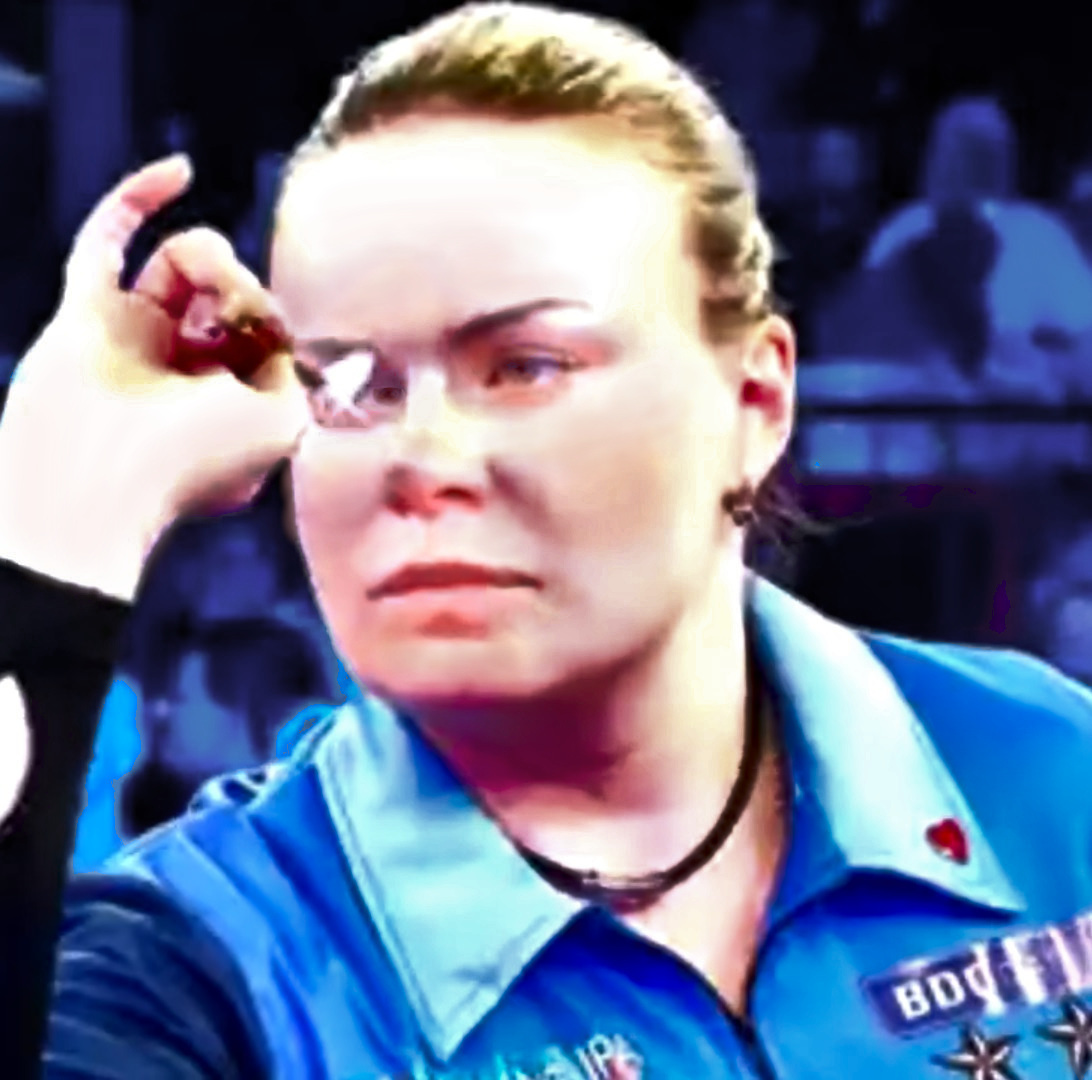
Anastassija Petrowna Dobromyslowa (* 1984)

- Dobronega, polnische Prinzessin, Fürstin der Lausitz
- Dobronić, Antun (1878–1955), jugoslawischer Komponist
- Dobroniega, Maria († 1087), durch Heirat Herzogin von Polen
- Dobronrawow, Iwan Fjodorowitsch (* 1989), russischer Schauspieler
- Dobronrawow, Nikolai Nikolajewitsch (1928–2023), russischer Dichter und Liedtexter
- Dobronyi, József (1917–1993), ungarischer Marathonläufer
- Dobros, Niko (* 1993), deutsch-griechischer Fußballspieler
- Dobroshi, Arta (* 1979), kosovo-albanische Theater- und Filmschauspielerin sowie Filmemacherin
- Dobroskok, Alexander Michailowitsch (* 1982), russischer Wasserspringer
- Dobroskok, Dmitri Michailowitsch (* 1984), russischer Wasserspringer
- Dobroslav, serbischer König
- Dobroslawa, pommersche Adlige und Gräfin von Gützkow
- Dobroslawa von Schlawe, pommersche Adlige
- Dobrotka, Martin (* 1985), slowakischer Fußballspieler
- Dobrotschajewa, Darija (1916–1995), ukrainische Botanikerin und Hochschullehrerin
- Dobrovich, Stefan (1904–1995), österreichischer Politiker (ÖVP), Landtagsabgeordneter im Burgenland
- Dobrovolschi, Elena (* 1936), rumänische Kunstturnerin
- Dobrovolska, Olimpia (1895–1990), ukrainische Schauspielerin und Theaterregisseurin
- Dobrovolskis, Konstantinas Romualdas (1939–2021), litauischer Radiologe
- Dobrovolský, Jaroslav (1895–1942), tschechischer Lehrer, Maler, Grafiker, und Politiker
- Dobrovský, Josef (1753–1829), tschechischer Philologe, Slawist und katholischer Geistlicher
- Dobrowen, Issay (1891–1953), norwegischer Komponist, Dirigent und Pianist
- Dobrowitsch, Dimityr (1816–1905), bulgarischer Maler
- Dobrowolska, Ewelina (* 1988), litauische Politikerin
- Dobrowolska, Gosia (* 1958), polnisch-australische Schauspielerin
- Dobrowolskaja, Awrelija Iossifowna (1881–1942), sowjetische Opernsängerin und Gesangslehrerin
- Dobrowolskaja, Jewgenija Wladimirowna (1964–2025), sowjetische bzw. russische SchauspielerinJewgenija Wladimirowna Dobrowolskaja (1964–2025)

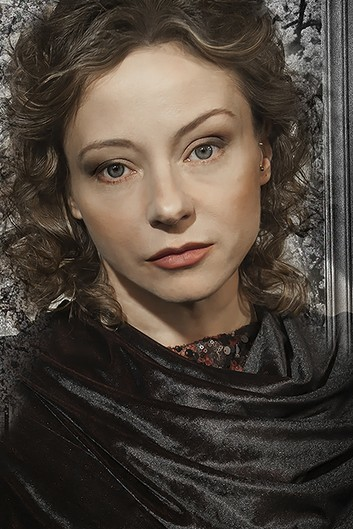
Jewgenija Wladimirowna Dobrowolskaja (1964–2025)

- Dobrowolski von Buchenthal, Isabella (1835–1890), rumänische Pianistin
- Dobrowolski, Andrea (* 1963), deutsche Schriftstellerin und Übersetzerin
- Dobrowolski, Andrzej (1921–1990), polnischer Komponist und Musikpädagoge
- Dobrowolski, Antoni (1904–2012), polnischer Widerstandskämpfer und Überlebender des Holocaust
- Dobrowolski, Antoni Bolesław (1872–1954), polnischer Geophysiker, Meteorologe, Pädagoge und Polarforscher
- Dobrowolski, Augustin († 1665), polnischer römisch-katholischer Theologe, Zisterzienser und Autor des Barock
- Dobrowolski, Georgi Timofejewitsch (1928–1971), sowjetischer Kosmonaut
- Dobrowolski, Igor (* 1987), polnischer Künstler
- Dobrowolski, Igor Iwanowitsch (* 1967), sowjetisch-russischer Fußballspieler
- Dobrowolski, Jan Fryderyk (* 1944), polnischer Pianist
- Dobrowolski, Nikolai Florianowitsch (1837–1900), russischer Maler
- Dobrowolski, Oliver von (* 1976), deutscher Polizeibeamter, Politiker (Bündnis 90/Die Grünen) und AutorOliver von Dobrowolski (* 1976)

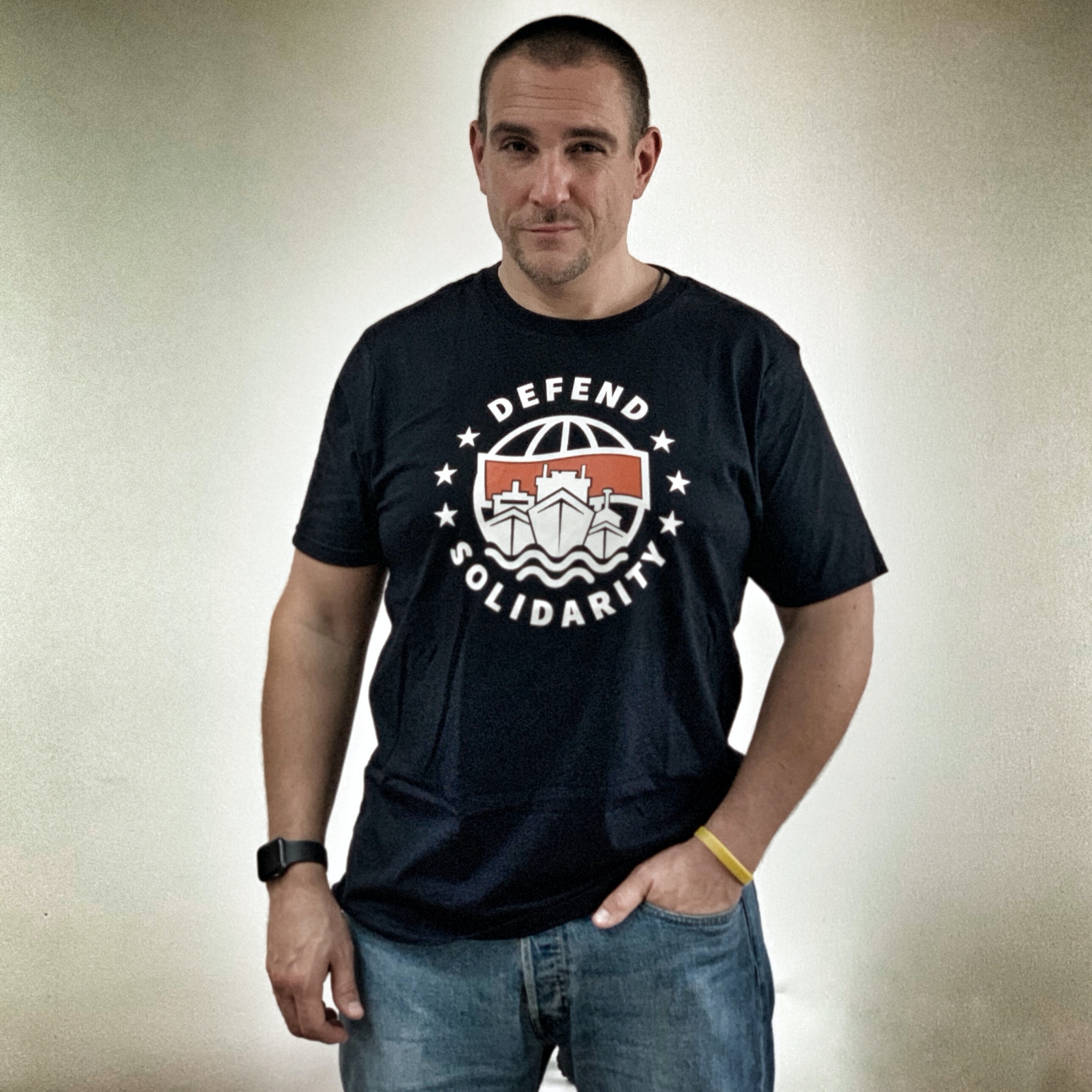
Oliver von Dobrowolski (* 1976)

- Dobrowolski, Radosław (* 1964), polnischer Geograf und Rektor der Maria-Curie-Skłodowska-Universität
- Dobrowolski, Thaddäus von (1902–1966), österreichisch-polnischer Hochschullehrer für Chemiedidaktik in Kattowitz
- Dobrowolski, Władysław (1896–1969), polnischer Säbelfechter und Leichtathlet
- Dobrowolskyj, Anatolij (1910–1988), sowjetischer Architekt
- Dobrowsky, Josef (1889–1964), österreichischer Maler (Porträt-, Genre- und Landschaftsmalerei)
- Dobrschanskaja, Ljubow Iwanowna (1906–1980), russische Theater- und Kinoschauspielerin
- Dobrschanski, Alexander Nikolajewitsch (1873–1937), russischer Sportschütze
- Dobrucky, Božidar (1883–1957), sorbischer Pfarrer und Schriftsteller
- Dobrunz, Adelheid, deutsche Handballspielerin
- Dobrunz, Klaus (* 1962), deutscher Maler und Bildhauer
- Dobruschin, Roland Lwowitsch (1929–1995), russischer Mathematiker
- Dobruskina, Inna (1933–2014), russisch-israelische Paläontologin (Paläobotanik)
- Dobruský, Jan (1853–1907), tschechischer Schachkomponist
- Dobruský, Václav (1858–1916), tschechischer Archäologe, tätig in Bulgarien
- Dobrusskin, Susanne (* 1962), deutsche Synchronsprecherin und Sängerin
- Dobry, Edgardo (* 1962), argentinischer Schriftsteller und Übersetzer
- Dobrý, Karel (* 1969), tschechischer Schauspieler und SynchronsprecherKarel Dobrý (* 1969)

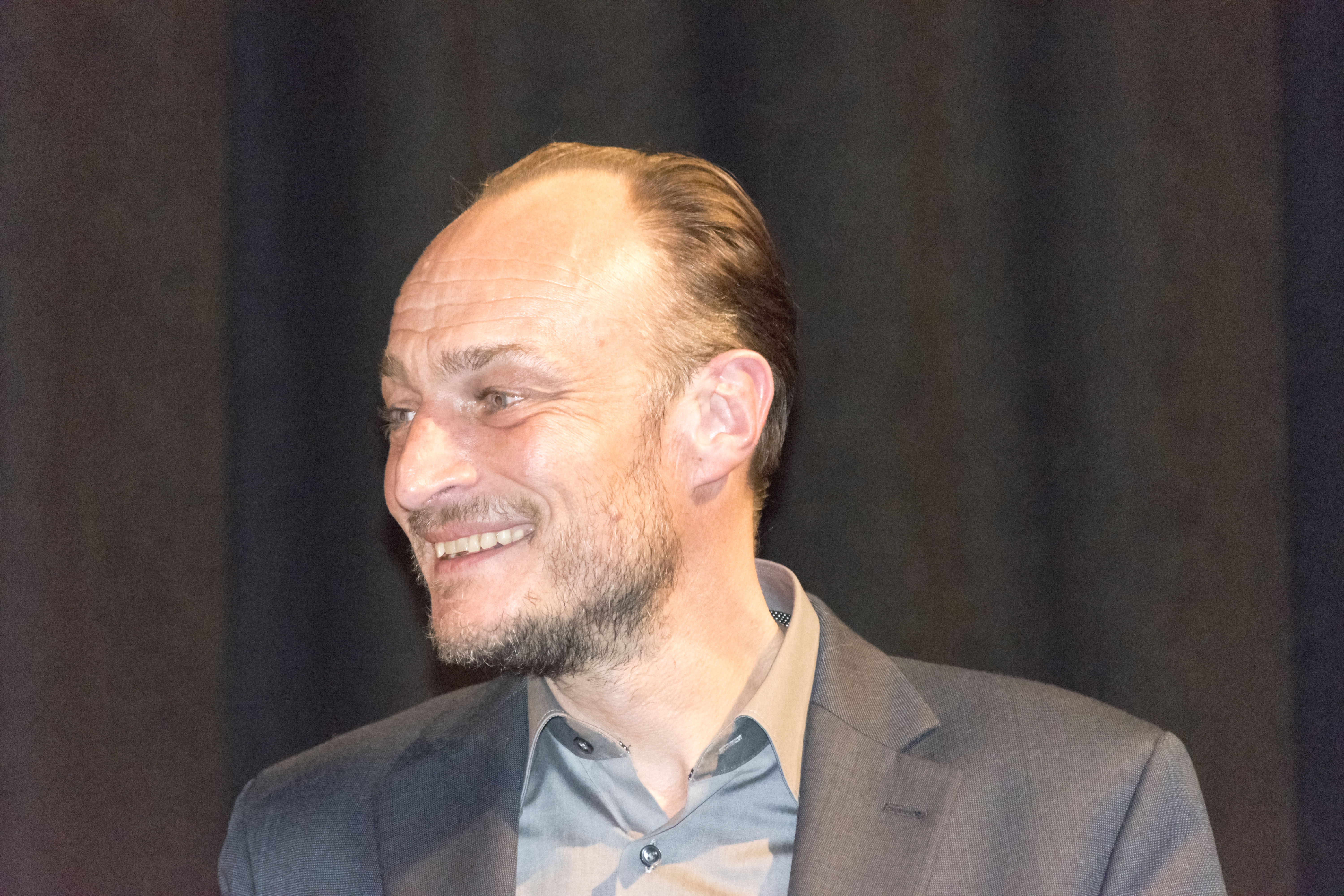
Karel Dobrý (* 1969)

- Dobrý, Pavel (* 1976), tschechischer Fußballspieler
- Dobrygin, Grigori Eduardowitsch (* 1986), russischer SchauspielerGrigori Eduardowitsch Dobrygin (* 1986)

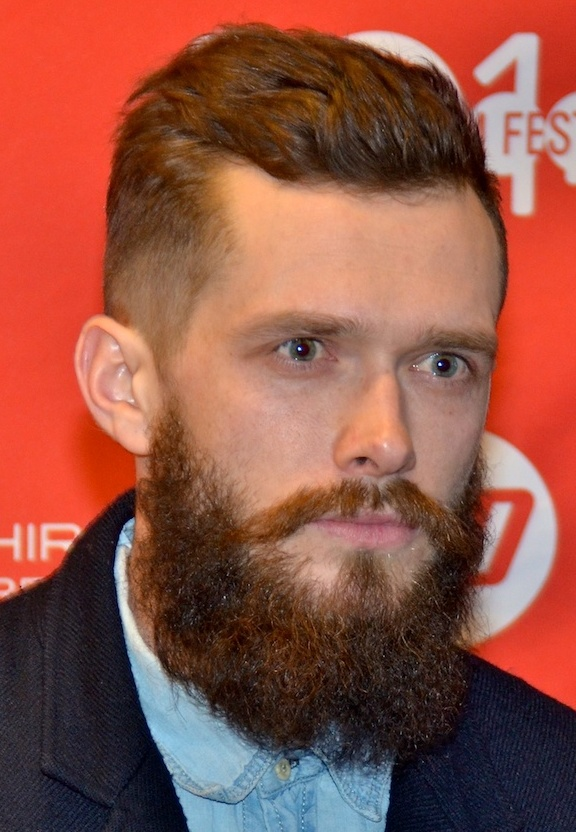
Grigori Eduardowitsch Dobrygin (* 1986)

- Dobrynin, Anatoli Fjodorowitsch (1919–2010), sowjetischer Diplomat
- Dobrynin, Nikolai Nikolajewitsch (* 1963), sowjetisch-russischer Theater-, Film- und Synchronsprecher
- Dobrynina, Sinaida Wiktorowna (* 1990), russische Boxerin
- Dobryninas, Aleksandras (* 1955), litauischer Kriminologe
- Dobrynja († 1117), Statthalter von Nowgorod
- Dobrynja, Statthalter von Nowgorod
- Dobrynska, Natalija (* 1982), ukrainische Siebenkämpferin und Olympiasiegerin
- Dobryschkin, Juri Wladimirowitsch (* 1979), russischer Eishockeyspieler
- Dobrzańska, Irena (1912–1998), polnische Diskuswerferin
- Dobrzanski, Edmondo (1914–1997), Schweizer Maler, Zeichner und Graphiker
- Dobrzański, Henryk (1897–1940), polnischer Sportler, Major, Partisanenführer
- Dobrzański, Jan (1820–1885), polnischer Journalist, Revolutionär und Theaterleiter
- Dobrzenski von Dobrzeniec, Johann Ulrich (1623–1670), kurbrandenburgischer Diplomat
- Dobrženský von Dobrženitz, Anton (1807–1869), österreichischer General
- Dobrzycki, Henryk (1841–1914), polnischer Arzt, Philanthrop und Komponist
- Dobrzycki, Jerzy (1927–2004), polnischer Astronom, Geodät und Astrometer
- Dobrzyński, Adam (* 1974), polnischer Marathonläufer
- Dobrzyński, Ignacy Feliks (1807–1867), polnischer Pianist und Komponist
- Dobrzynski, Stefan von (1928–2021), deutscher Jazzmusiker (Klarinette, Saxophon, Flöte)

### Dobs
- Dobschinski, Walter (1908–1996), deutscher Posaunist, Bassist, Komponist, Arrangeur und Bandleader
- Dobschütz, Adalbert von (1824–1895), preußischer Oberst
- Dobschütz, Adam von (1558–1624), Ratsältester der Stadt Breslau sowie Landeshauptmann des böhmischen Erbfürstentums Breslau
- Dobschütz, Bartholomäus von (1568–1637), Landeshauptmann von Namslau
- Dobschütz, Carl Moritz Wenzel von (1726–1807), preußischer Generalmajor und Gutsbesitzer
- Dobschütz, Carl von (1861–1946), preußischer Generalmajor
- Dobschütz, Erna von (1876–1963), deutsche Kunstmalerin
- Dobschütz, Ernst von (1870–1934), deutscher Theologe, Kirchenhistoriker und Geheimer Konsistorialrat
- Dobschütz, Felix von (1867–1936), Pastor und Superintendent in Schlesien
- Dobschütz, Karl Ernst von (1753–1806), deutscher Gutsbesitzer, Falschmünzer, Staatsverbrecher
- Dobschütz, Leo von (1862–1934), preußischer Generalmajor
- Dobschütz, Leonhard von († 1508), Astronom, Astrologe und Hochschullehrer in Krakau
- Dobschütz, Leonhard von (* 1940), deutscher Ökonom, Hochschullehrer, Gutachter und Unternehmensberater
- Dobschütz, Leopold Wilhelm von (1763–1836), preußischer General der Kavallerie
- Dobschütz, Moritz von (1831–1913), deutscher Kaufmann und Unternehmer in Belleville (Illinois, USA)
- Dobschütz, Robert von (1850–1927), preußischer Generalmajor
- Dobschütz, Ulrich von (* 1940), deutscher Schauspieler, Regisseur, Autor, Produzent und DokumentarfilmerUlrich von Dobschütz (* 1940)

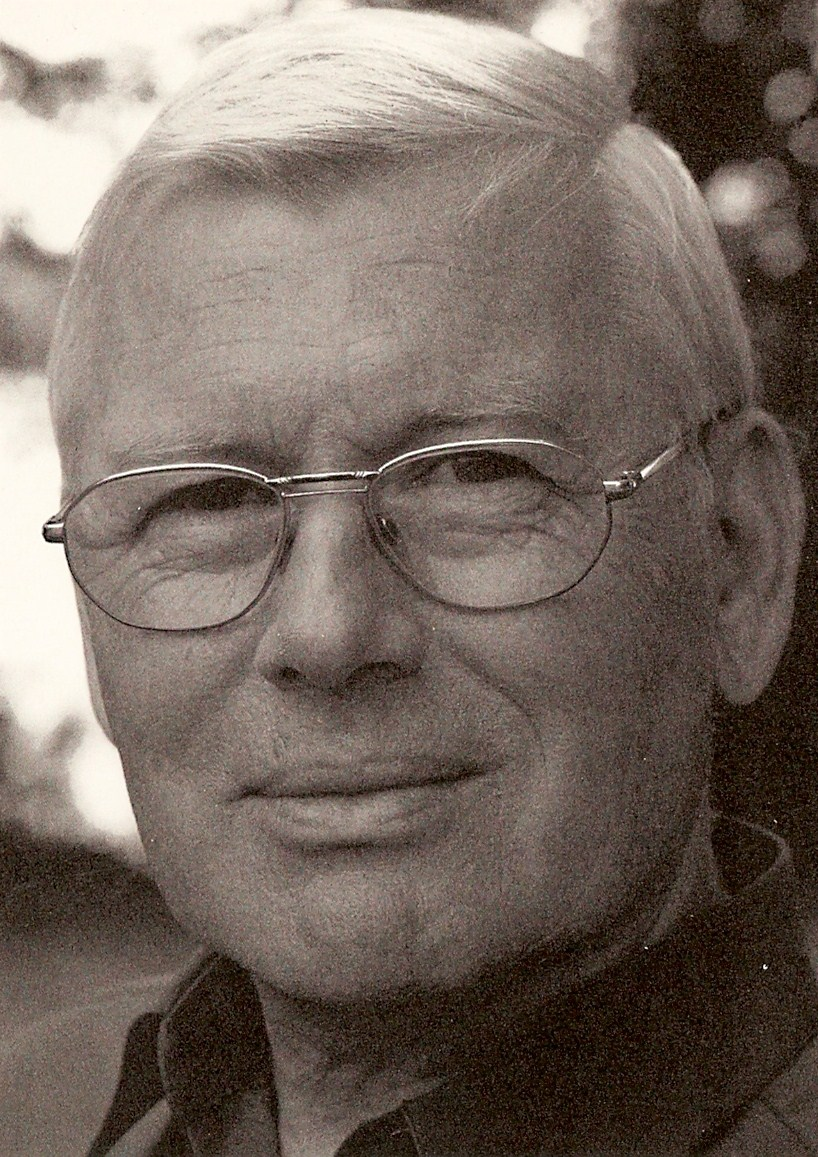
Ulrich von Dobschütz (* 1940)

- Dobschütz, Wenzel Wilhelm von († 1698), schlesischer Gutsbesitzer und königlich polnischer Generalmajor
- Dobšinský, Pavol (1828–1885), slowakischer Schriftsteller
- Dobsky, Arthur (1879–1926), deutscher Autor
- Dobslaw, Anka (* 1980), deutsche politische Beamtin (Bündnis 90/Die Grünen)
- Dobson, Andrew (* 1957), britischer Hochschullehrer für Umweltpolitik
- Dobson, Andrew P. (* 1954), US-amerikanischer Naturschutzbiologe
- Dobson, Anita (* 1949), britische Schauspielerin
- Dobson, Arthur (1914–1980), britischer Autorennfahrer
- Dobson, Arthur Dudley (1841–1934), neuseeländischer Vermesser und Ingenieur
- Dobson, Barrie (1931–2013), britischer Mittelalterhistoriker
- Dobson, Bob (* 1942), britischer Geher
- Dobson, Bonnie (* 1940), kanadische Folksängerin
- Dobson, Brian (1931–2012), britischer Provinzialrömischer Archäologe
- Dobson, Charles (* 1999), britischer Leichtathlet
- Dobson, Charlotte (* 1986), britische Seglerin
- Dobson, Chris (* 1963), englischer Badmintonspieler
- Dobson, Christopher M. (1949–2019), britischer Chemiker, Molekularbiologe und Biophysiker
- Dobson, David (* 1962), US-amerikanischer Mathematiker
- Dobson, Dina Portway (1885–1968), britische prähistorische Archäologin
- Dobson, Dominic (* 1957), US-amerikanischer Autorennfahrer
- Dobson, Ewan (* 1981), kanadischer Gitarrist
- Dobson, Fefe (* 1985), kanadische SängerinFefe Dobson (* 1985)

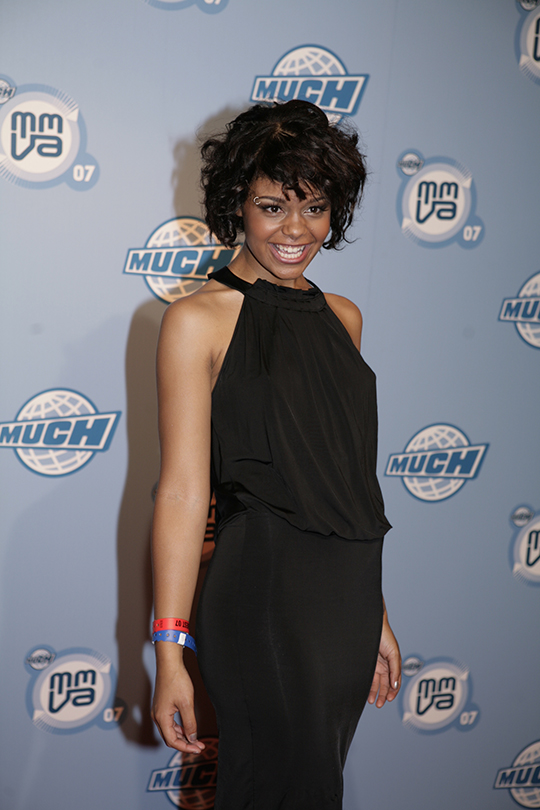
Fefe Dobson (* 1985)

- Dobson, Frank (1886–1963), britischer Bildhauer
- Dobson, Frank (1940–2019), britischer Politiker, Mitglied des House of Commons
- Dobson, Gail, US-amerikanische Jazzmusikerin (Gesang)
- Dobson, George Edward (1848–1895), irischer Zoologe, Fotograf und Armeearzt
- Dobson, Gordon (1889–1976), britischer Physiker und Meteorologe
- Dobson, Henry (1841–1918), australischer Politiker, Premierminister von Tasmanien
- Dobson, James (1920–1987), US-amerikanischer Schauspieler
- Dobson, James (* 1936), US-amerikanischer evangelikaler PsychologeJames Dobson (* 1936)

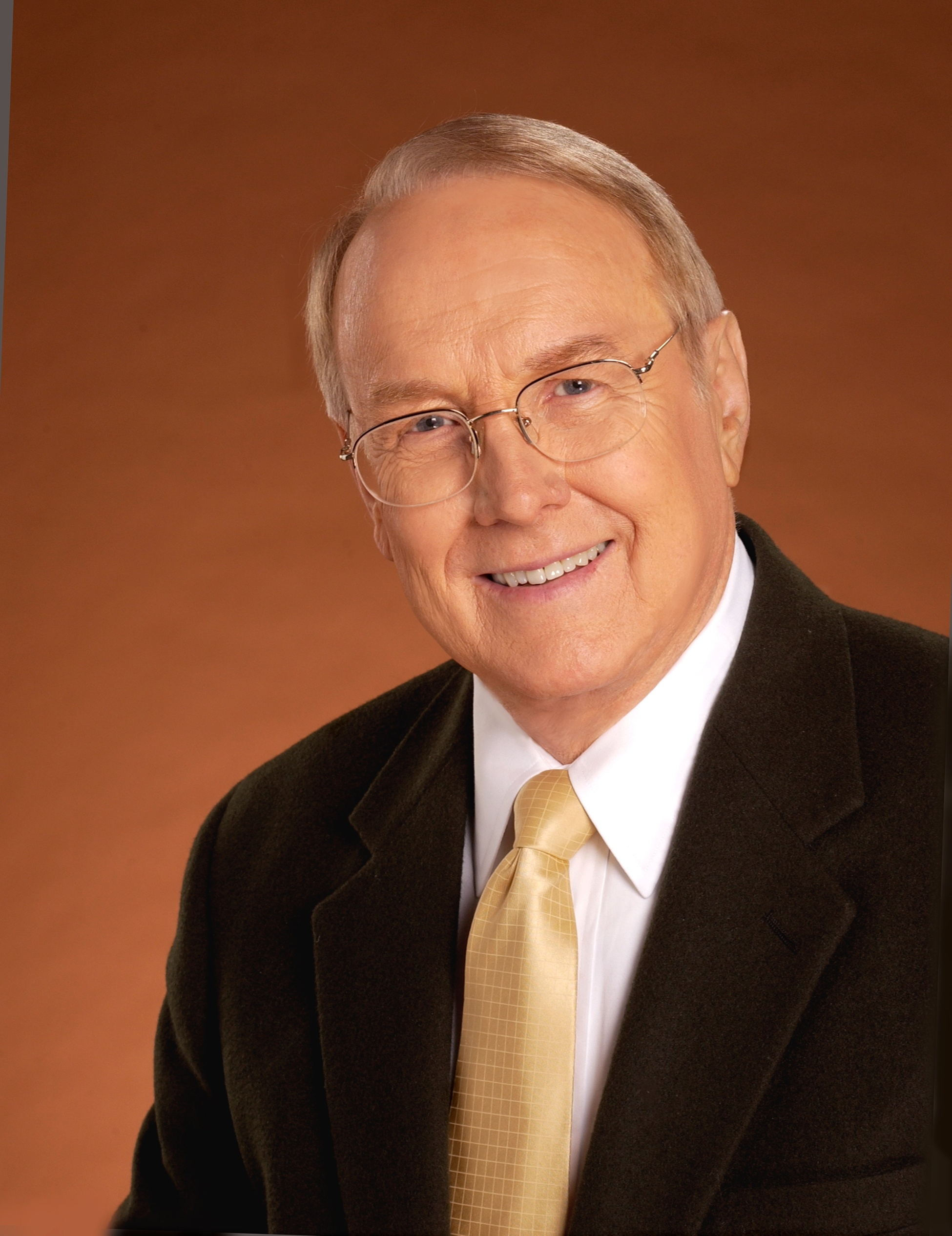
James Dobson (* 1936)

- Dobson, John (1915–2014), US-amerikanischer Amateurastronom
- Dobson, John (* 1970), südafrikanischer Rugby-Union-Trainer
- Dobson, Kevin (1943–2020), US-amerikanischer Schauspieler und Filmregisseur
- Dobson, Louise (* 1972), australische Hockeyspielerin
- Dobson, Michael (* 1960), britischer Anglist und Hochschullehrer
- Dobson, Michael (* 1986), australischer Rugby-League-Spieler
- Dobson, Noah (* 2000), kanadischer Eishockeyspieler
- Dobson, Sasha (* 1979), US-amerikanische Jazz-, Folk- und Alternative-Rock-Musikerin (Gesang, Gitarre, Songwriting)
- Dobson, Smith (1947–2001), US-amerikanischer Jazzmusiker
- Dobson, Susan, australische Badmintonspielerin
- Dobson, Tamara (1947–2006), US-amerikanische Schauspielerin und Fotomodell
- Dobson, Terry (1937–1992), amerikanischer Aikido-Pionier, Aikido-Lehrer, Berater in Konfliktfragen und Schriftsteller
- Dobson, Warren (* 1980), neuseeländischer Curler
- Dobson, William (* 1610), englischer Maler

### Dobt
- Dobtcheff, Vernon (* 1934), französischer Schauspieler

### Dobu
- Dobud, Nikša (* 1985), kroatischer Wasserballspieler
- Dobusch, Franz (* 1951), österreichischer Politiker (SPÖ), Bürgermeister von Linz
- Dobusch, Gabriele (* 1958), deutsche Politikerin (SPD), MdHB
- Dobusch, Leonhard (* 1980), österreichischer WirtschaftswissenschaftlerLeonhard Dobusch (* 1980)

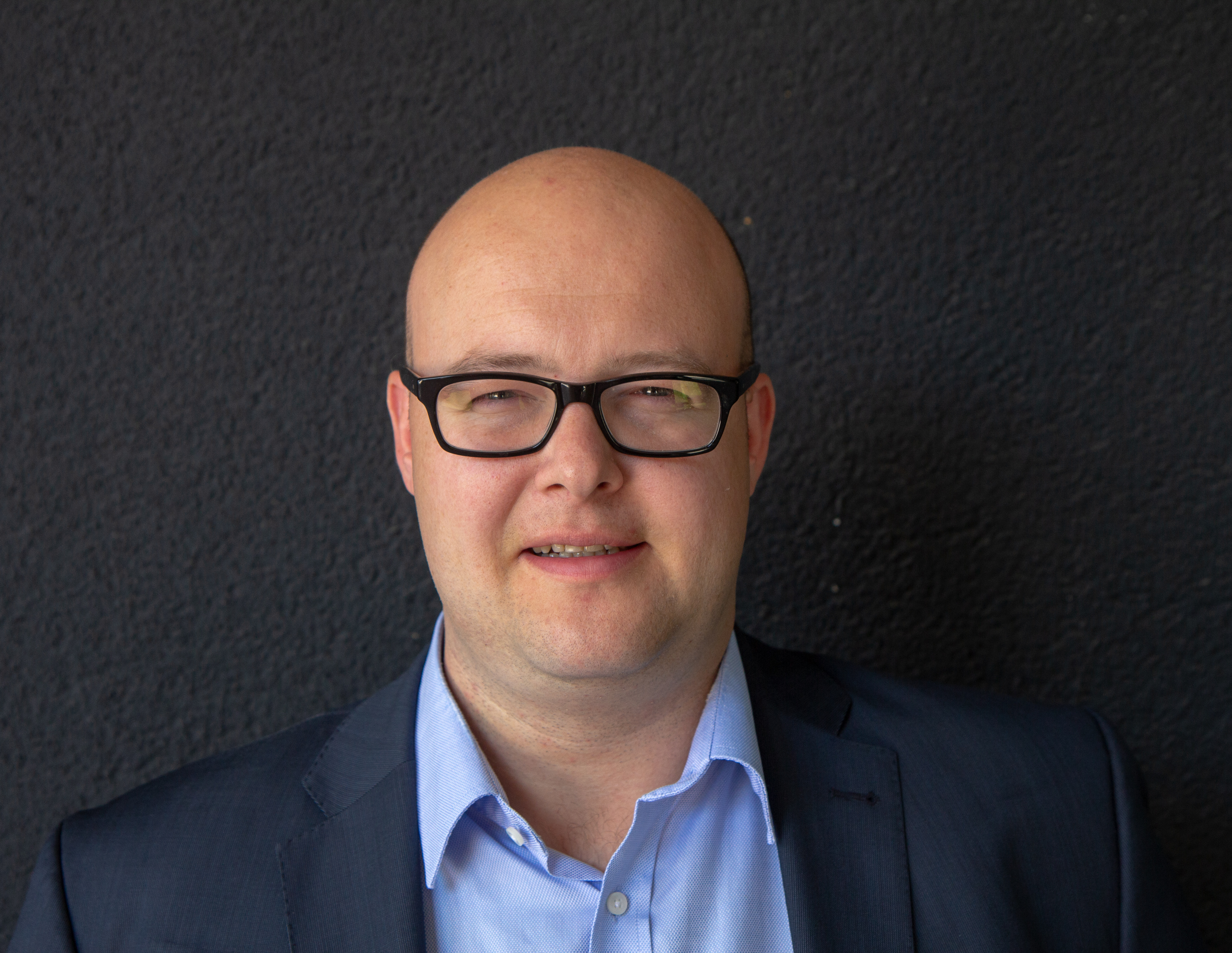
Leonhard Dobusch (* 1980)

- Dobuschinski, Mstislaw Walerianowitsch (1875–1957), russischer Maler

### Doby
- Doby, Jenő (1834–1907), ungarischer Grafiker, Kupferstecher, Radierer, Maler und Biochemiker
- Doby, Larry (1923–2003), US-amerikanischer Baseballspieler
- Dobyns, Jay (* 1961), US-amerikanischer Ermittler des Bureau of Alcohol, Tobacco, Firearms and Explosives (ATF)
- Dobyns, Stephen (* 1941), US-amerikanischer Schriftsteller
- Dobytschin, Leonid Iwanowitsch (* 1894), sowjetischer Schriftsteller

### Dobz
- Dobzhansky, Theodosius (1900–1975), russisch-amerikanischer Biologe, Genetiker